# Guerre de tranchées

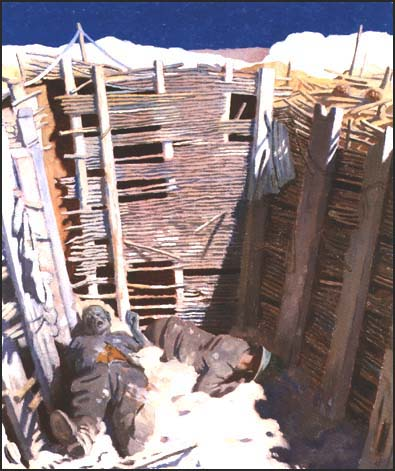
Deux cadavres de soldats allemands gisant dans une tranchée, peints par William Orpen en 1917.

La guerre de tranchées est une forme de guerre où les combattants s'abritent dans des lignes fortifiées, largement constituées de tranchées, en étant relativement protégés des armes légères et de l'artillerie. C'est devenu une expression familière pour désigner la guerre de positions, une paralysie du conflit et l'épuisement progressif des forces opposées.
La guerre de tranchées fut provoquée par une révolution dans la puissance de feu qui ne fut pas suivie d'avancées similaires dans la mobilité des troupes. Il en résulte une forme éreintante de guerre dans laquelle la défense est toujours plus forte que l'attaque. Durant la Première Guerre mondiale, les deux camps élaborèrent des systèmes de tranchées face à face le long du front, protégés par des fils barbelés. La zone délimitée par les tranchées adverses (connue sous le nom de no man's land) est soumise aux tirs d'artillerie des deux camps. Les pertes lors des assauts sont extrêmement lourdes et font partie intégrante de la guerre de tranchées.

## Des origines auXIXesiècle
Pour un article plus général, voir Siège (militaire).
Les fossés entourant le camp romain, ou les douves contournant le château fort, peuvent être considérés comme des sortes d'ancêtres pour les tranchées des guerres modernes.

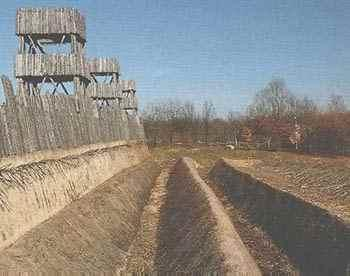
Reconstitution des fortifications romaines lors du siège d'Alésia.

Au XVIIe siècle, Vauban révolutionne la prise des places fortes en faisant construire des réseaux de tranchées autour de la citadelle. Dans ce cas, la tranchée n'a pas une vocation défensive mais offensive.
En 1669, Vauban tire les leçons du siège de Candie, port crétois assiégé et pris par les Ottomans utilisant des tranchées parallèles dirigées vers les murs, parachevées par des actions simultanées de sape et de mine. Vauban rédige à cette occasion un Mémoire pour servir d'instruction dans la conduite des sièges (1672), aussitôt mis en application dans la guerre de Hollande (1672-1678).
En faisant appel à la fois « à la raison et à l'expérience », Vauban propose la création d'un régiment d'ingénieurs ou « régiment de la Tranchée », composé de compagnies d'ouvriers et de mineurs, dirigées par des ingénieurs. C'est la préfiguration de l'arme du Génie qui sera créée en 1791.
Vauban applique ses idées de façon magistrale lors du siège de Maastricht (1673). Il fait creuser des séries de tranchées concentriques autour de la ville. Ensuite, il les recroise à angle droit par des tranchées dirigées contre la place forte, mais en zigzag, pour éviter les tirs par enfilade. Aux intersections, il établit des places d'armes pour l'artillerie et les troupes d'intervention. La ville est prise en deux semaines.
L'emploi de retranchements enterrés fait alors partie intégrante de la poliorcétique et les élites militaires ne dédaignent pas l'employer : le roi de Suède Charles XII est tué lors de l'inspection d'une tranchée de siège face à Fredriksten[réf. souhaitée]. Néanmoins, leur usage demeure exceptionnel lors d'une bataille en terrain ouvert ; il est mentionné lors de la guerre de Succession d'Espagne, où en 1706, les Français enterrent certaines positions à Ramillies.
Un réseau élaboré de tranchées et de bunkers a été employé avec succès par les Maoris dès les années 1840 dans leurs pa pour se protéger des armes à feu britanniques lors des guerres maories. Les pertes britanniques à la bataille d'Ohaeawai (en) en 1845 se montèrent à 45 %, prouvant qu'une puissance de feu supérieure ne suffisait pas pour venir à bout des défenseurs d'un système de tranchées.
La guerre de tranchée fut par la suite employée à une plus grande échelle lors de la guerre de Crimée (surtout avec le siège de Sébastopol), la guerre de Sécession (où les retranchements, même durant les batailles, sont de plus en plus systématiquement utilisés par la troupe sur des dizaines de kilomètres, sans ordre supérieur et en creusant souvent à l'aide d'ustensiles de cuisine), la guerre russo-japonaise et la seconde guerre des Boers. L'accroissement de la puissance de feu et de la portée des fusils (et plus encore avec les armes automatiques) empêchent alors les déplacements tactiques des unités sur le champ de bataille et les obligent à s'enterrer pour se soustraire au feu ennemi. Cela engendre des positions statiques où les troupes peuvent tenir le terrain à une relative proximité des lignes adverses. Outre l'utilisation des armes individuelles et de l'artillerie en retrait, l'adjonction de défense (chevaux de frise, barbelés) gêne l'assaut ennemi et entraine une guerre de position où les deux belligérants se font face, sans parvenir à obtenir la décision.

## Vue d'ensemble

Tranchée de la Prince of Wales' Division à Ovillers-la-Boisselle, lors de la bataille de la Somme en juillet 1916. Elle est étayée par des clayonnages qui retiennent le talus, et des étais de mines. Une sentinelle monte la garde tandis que les autres soldats dorment. Photographie d'Ernest Brooks.

« Guerre de tranchée » est devenu un quasi-synonyme des combats de la Première Guerre mondiale lorsqu'elle fut employée sur tous les fronts européens et en particulier sur le front de l'Ouest. À partir d'octobre 1914 et jusqu'aux dernières semaines de la guerre, le front se solidifia en une série de lignes de tranchées lorsqu'il devint clair que toute offensive d'infanterie serait anéantie par l'artillerie et les mitrailleuses adverses.
La guerre de tranchées est devenue un puissant symbole de l'inutilité de la guerre. Ses images de jeunes hommes escaladant le parapet de la tranchée pour affronter un maelström de feu menant à une mort certaine ont marqué les esprits. Les batailles de la Somme et de Verdun sont des exemples parfaits de cette guerre d'attrition. La guerre de tranchée est également associée à des massacres inutiles dans des conditions épouvantables de braves soldats envoyés à la mort par des officiers incompétents ; ceux-ci ne réalisaient pas la nouveauté de cette guerre et continuaient de croire que la volonté supérieure de l'attaquant pourrait submerger les armes et le moral inférieur du défenseur. Les troupes britanniques et du Commonwealth sont parfois désignées comme des « lions commandés par des ânes ».

### Les premières tranchées
Cédric Mas considère que les premières tranchées apparaissent à l'époque qui voit un développement considérable de l'artillerie, soit au début du XVIe siècle. C'est notamment le cas lors de la bataille de Ramillies (1706) et de celle de Malplaquet quelques années plus tard. L'auteur note qu'avec l'invention et le perfectionnement des mitrailleuses, les tranchées sont également bien présentes à la fin de la guerre de Sécession.

### Mise en œuvre durant la Première Guerre mondiale

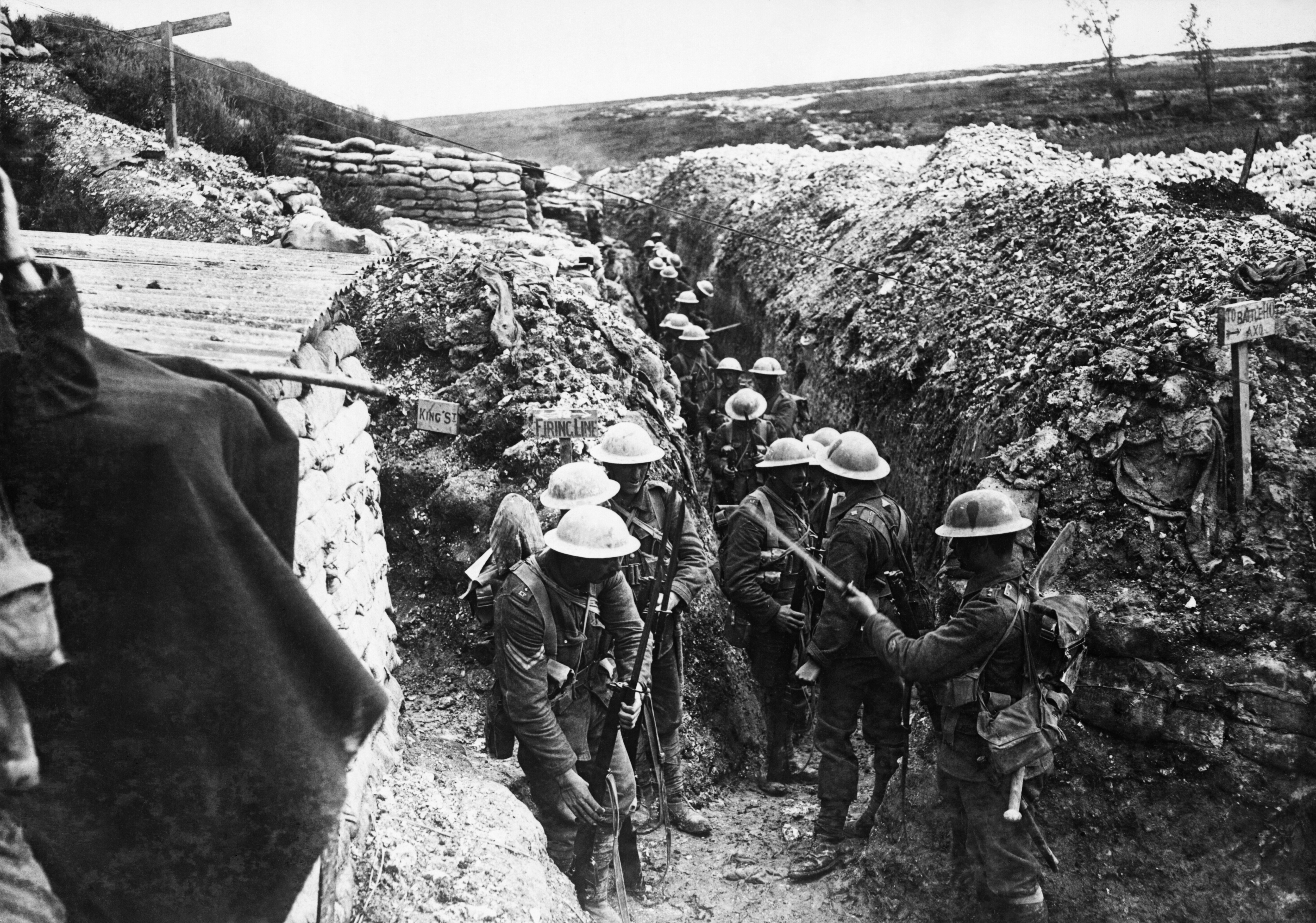
Soldats du Régiment royal de fusiliers dans une tranchée près de Beaumont-Hamel dans la Somme en 1916. Photographie d'Ernest Brooks.

Bien que la technologie ait radicalement changé la nature de la guerre en 1914, les armées n'avaient pas anticipé les conséquences de ce changement. Les armées françaises et allemandes adoptèrent deux tactiques militaires radicalement différentes. Les Français privilégiaient l'attaque surprise menée rapidement et soutenue par le canon rapide de 75 déployé parmi l'infanterie. Les Allemands misèrent sur la puissance de feu, investissant largement dans les obusiers et les mitrailleuses. Les Britanniques manquaient de tactique cohérente car les officiers rejetaient la théorie en faveur de l'expérience.

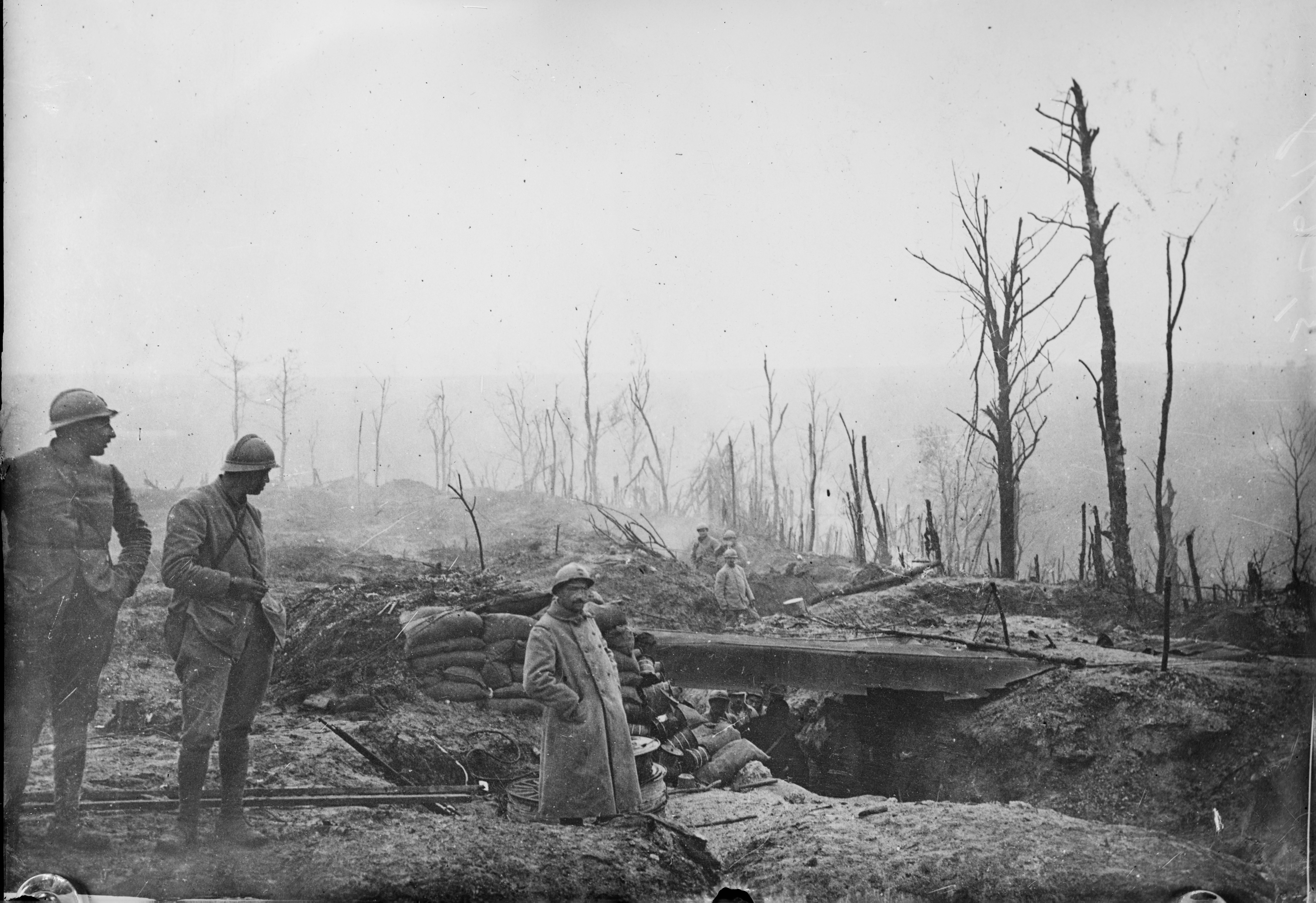
Tranchée française dans le nord-est de la France.

L'attaque frontale des tranchées entraînait des pertes colossales, attaquer par le flanc était donc une solution préférable. À la suite de la première bataille de la Marne, les deux armées tentèrent vainement d'attaquer le flanc des défenses adverses dans ce qui sera nommé la course à la mer. Un réseau parallèle de tranchées s'établit alors de la mer du Nord à la Suisse. Cette situation de blocage dura jusqu'à l'offensive Michael au printemps 1918. Les deux armées étant de forces égales, les assauts frontaux, seule solution pour sortir de l'impasse, provoquèrent des pertes monstrueuses. Les batailles durant des mois ne furent pas rares mais aucune ne permit de débloquer la situation.
Les premières tranchées étaient simples. Elles manquaient de solidité et en accord avec les doctrines d'avant-guerre, elles étaient remplies de soldats côte à côte, ce qui menait à de lourdes pertes du fait des tirs d'artillerie. Cependant, la longueur du front à défendre fit que les tranchées ne furent rapidement tenues que par une poignée d'hommes. L'importance des barbelés fut vite reconnue et chaque nuit, les soldats sortaient de la tranchée pour les réparer.
Les premières tranchées se transformèrent rapidement en un réseau de plus en plus complexe pouvant résister à la fois aux bombardements d'artillerie et aux assauts de l'infanterie. Les abris enterrés devinrent la priorité. L'espace entre les tranchées connu sous le nom de no man's land dépendait du champ de bataille. Sur le Front de l'Ouest, il mesurait souvent entre 90 et 200 mètres de large mais il pouvait se réduire à une vingtaine de mètres comme lors de la bataille de la crête de Vimy. Sur le front de l'Est et au Moyen-Orient, les fronts étaient si étendus que la guerre de tranchée telle qu'elle exista sur le front de l'Ouest n'eut pas lieu.
Dans les Alpes, la guerre de tranchée se livra sur les flancs à pic des montagnes jusqu'à parfois 3 900 mètres d'altitude. L'Ortles possédait une position d'artillerie sur son sommet à proximité de la ligne de front. Les réseaux de tranchées devaient s'adapter au terrain difficile et au climat extrême. Des tranchées furent même construites dans les glaciers de Marmolada et d'Adamello-Presanella.

### Les réseaux de tranchées
Très tôt dans la guerre, la doctrine défensive britannique recommandait un réseau de tranchées composé de trois lignes parallèles reliées par des tranchées de communication. Les points où les tranchées de communication intersectaient les lignes principales étaient d'une importance vitale et étaient bien protégés. La première ligne de tranchée était la ligne la plus exposée car c'était la première que devaient franchir les fantassins ennemis, elle était donc bien pourvue en postes de tir et possédait quelques abris sommaires. Environ 70 mètres à l'arrière, la tranchée de seconde ligne servait de repli en cas de bombardement de la tranchée de première ligne ou de zone de rassemblement lors d'une offensive. On y trouvait des abris plus ou moins profonds et des stations médicales. Il existait parfois une troisième ligne de tranchée (tranchée de réserve) située à 150 voire 2 000 mètres de la première ligne. Cette ligne servait de chemin de ravitaillement et de zone de stockage pour les munitions, les provisions et le matériel. Les soldats pouvaient également y prendre un peu de repos.

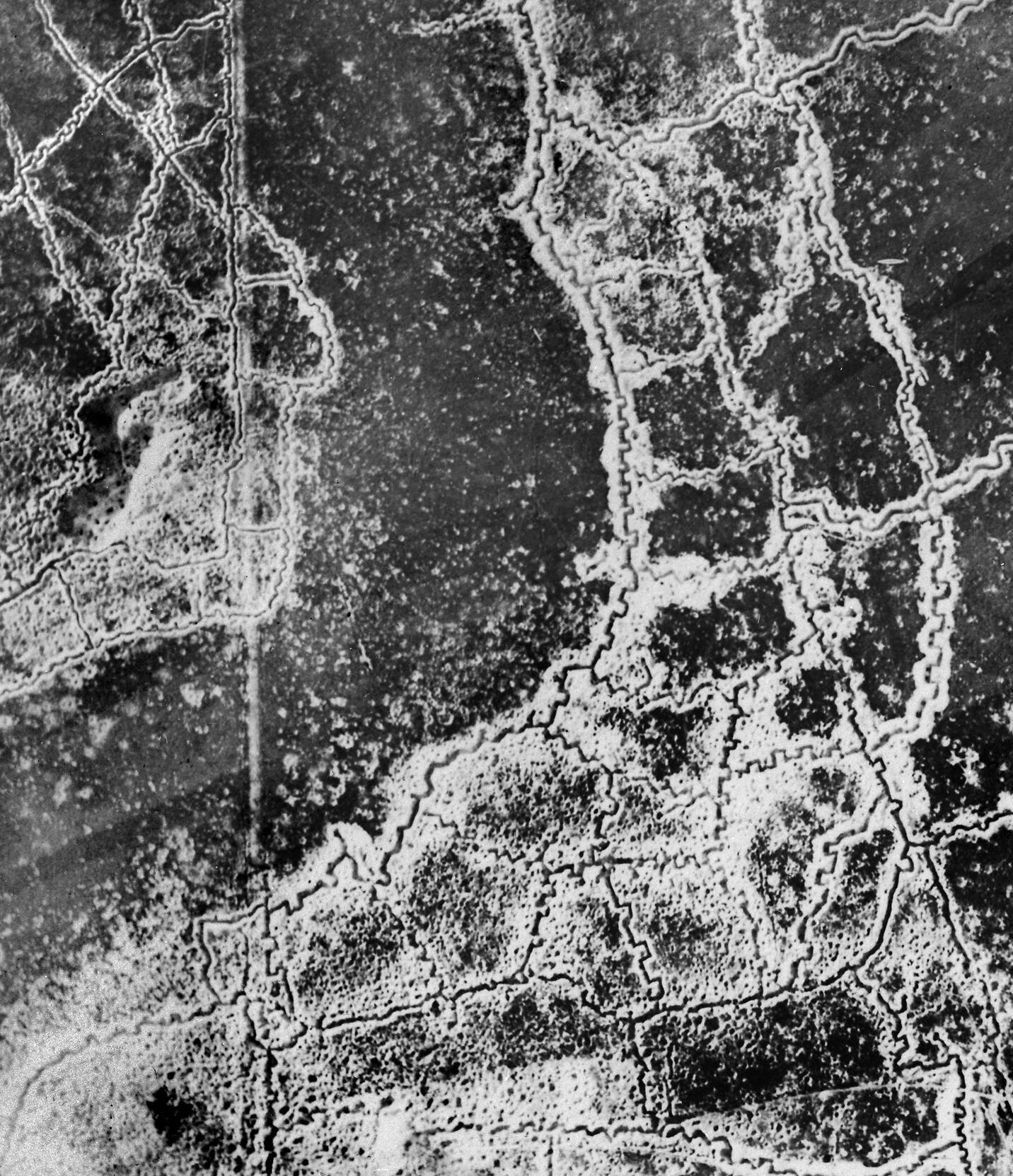
Vue aérienne du réseau de tranchée près de Loos, juillet 1917. Les tranchées allemandes sont en bas et à droite et les tranchées britanniques sont sur la gauche.

À l'arrière du système de tranchée, on pouvait trouver un second réseau de tranchées partiellement préparé, prêt à être occupé en cas de retraite. Les Allemands construisaient souvent de multiples systèmes de tranchées. En 1916, sur le front de la Somme, ils disposaient de deux systèmes de tranchées distants d'un kilomètre et d'un troisième réseau partiellement construit un autre kilomètre à l'arrière. Cette redondance rendait une percée décisive quasiment impossible.
Les Allemands, qui avaient basé leurs connaissances sur les études de la guerre russo-japonaise, élevèrent la construction de tranchées au rang de science. Ils construisaient des abris ventilés en béton armé à plusieurs mètres sous terre ainsi que des points d'appuis très fortifiés. Ils étaient plus enclins que leurs adversaires à réaliser une retraite stratégique vers des positions mieux préparées. Ils furent également les premiers à appliquer le concept de défense en profondeur avec une ligne de front large d'une centaine de mètres et composés d'une série de redoutes au lieu d'une tranchée continue. Chaque redoute pouvait protéger ses voisines et, tandis que l'infanterie avançait, elle s'exposait à des tirs en enfilade.
Les Britanniques adoptèrent finalement une approche similaire mais elle n'était que partiellement réalisée lorsque les Allemands lancèrent leur offensive au printemps 1918 et fut complètement inefficace. La France, par contraste, comptait sur l'artillerie et les réserves, pas sur le retranchement. Les fils barbelés placés en ceintures de 15 mètres de large différaient également. Les fils allemands étaient plus épais que les fils britanniques et les premiers outils de découpage britanniques conçus pour les fils fins furent inefficaces contre les fils allemands.

### Construction des tranchées

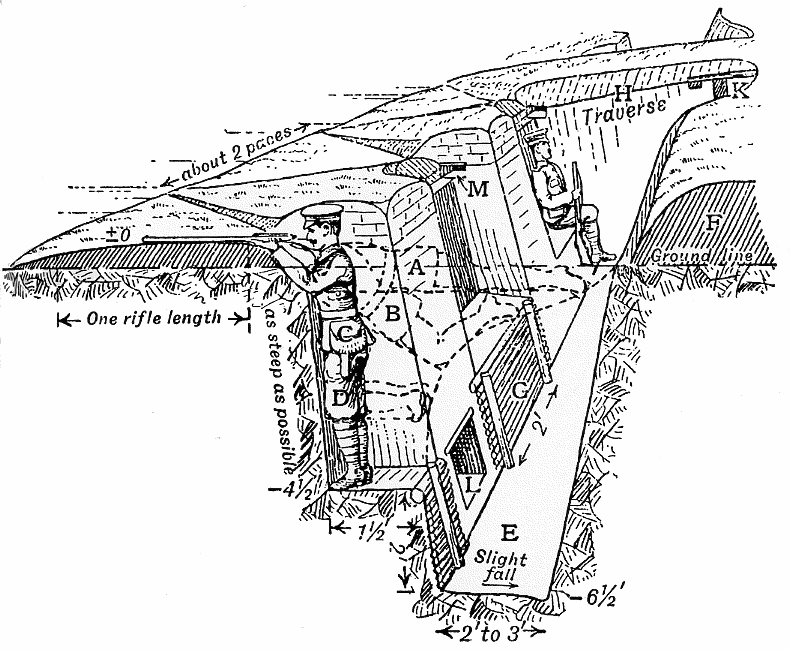
Diagramme d'une « tranchée type » issu du manuel de l'infanterie britannique de 1914.

Les tranchées avaient généralement une profondeur de 3 mètres. Elles n'étaient jamais en ligne droite mais étaient creusées en zigzag pour éviter les tirs en enfilade et réduire les effets d'un obus tombant dans la tranchée. Cela signifiait qu'un soldat ne pouvait voir à plus de 9 m.
La bande de terre sur le côté de la tranchée face à l'ennemi était appelée le parapet et possédait des ouvertures destinées au tir. Le monticule de l'autre côté de la tranchée était appelé le parados et protégeait la tranchée des obus tombant derrière elle. Les murs de la tranchée étaient souvent renforcés par des sacs de sable, des planches de bois ou un grillage. Le fond de la tranchée était communément recouvert de caillebotis pour éviter de marcher dans la boue.
Les tranchées étaient cependant très différentes selon les circonstances. Lors de la bataille, elles se réduisaient souvent à de simples fosses mais certaines tranchées pouvaient recevoir des abris souterrains bétonnés ou des toits de terre.

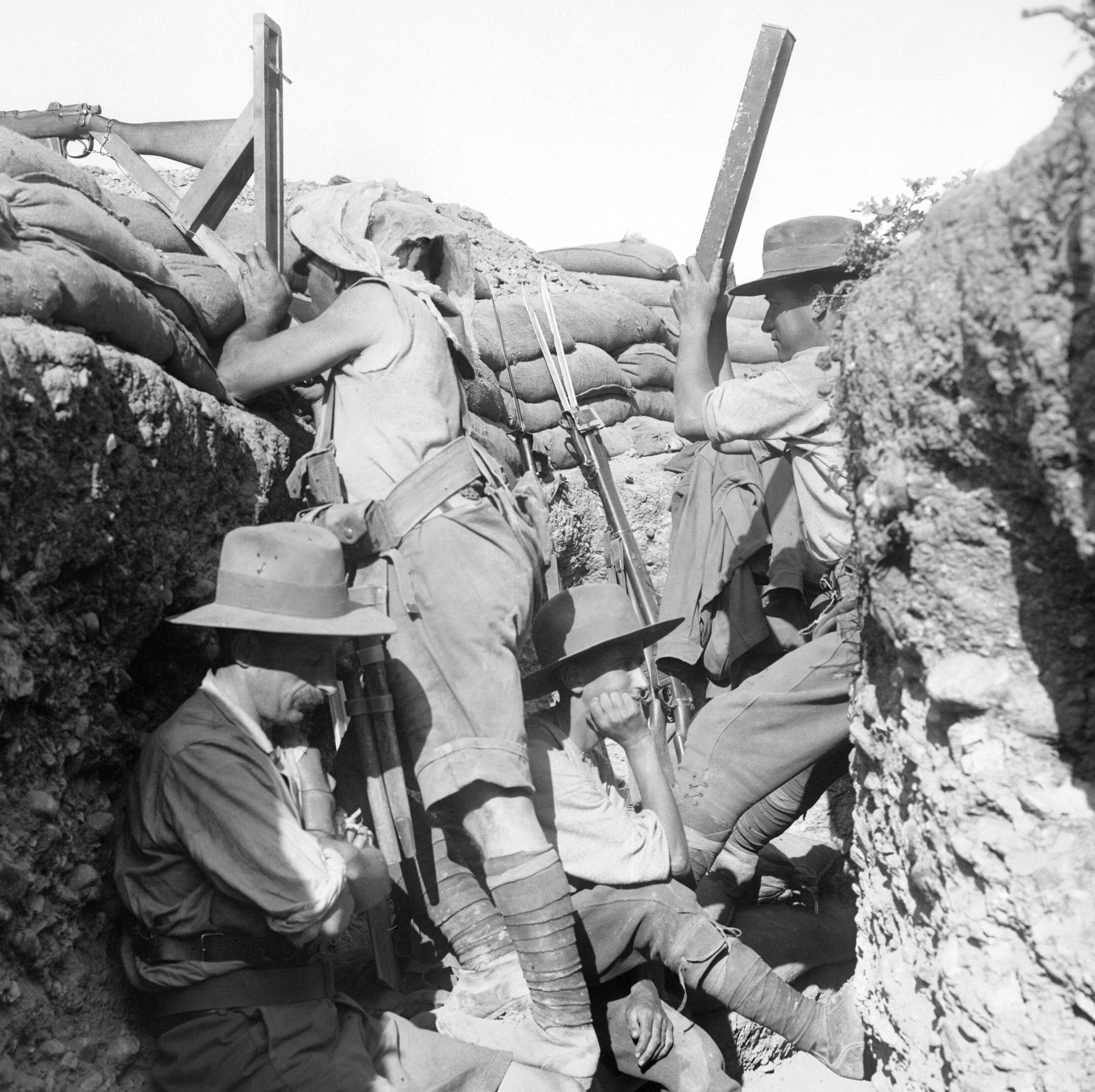
Soldat australien utilisant un fusil à périscope, Gallipoli 1915.

Pour permettre au soldat de voir à l'extérieur de la tranchée sans s'exposer, des créneaux étaient réalisés à l'aide de sacs de sable. Ils étaient parfois renforcés à l'aide d'une plaque de métal. Une autre méthode était l'utilisation de périscopes. Lors de la bataille de Gallipoli, les troupes de l'ANZAC développèrent un fusil à périscope permettant de tirer sans s'exposer au-dessus du parapet.
Il y avait trois méthodes pour creuser une tranchée :
- Un homme se tenait sur la surface et creusait la tranchée. Cette méthode était la plus efficace car plusieurs hommes pouvaient creuser simultanément. Cependant, les soldats étaient complètement exposés aux tirs ennemis ; cette méthode était donc utilisée la nuit ou à l'arrière du front.
- On creusait une extension de la tranchée en creusant l'extrémité de la tranchée. Les hommes n'étaient pas exposés mais seuls un homme ou deux pouvaient travailler simultanément.
- La troisième méthode s'apparente à la seconde sauf qu'un « toit » de terre était maintenu jusqu'au dernier moment. Les soldats creusaient donc un tunnel.

Selon le manuel de construction britannique, il fallait 6 heures à 450 hommes pour construire une tranchée de 250 mètres. Celle-ci nécessitait un entretien constant pour empêcher sa détérioration du fait du climat ou des obus.

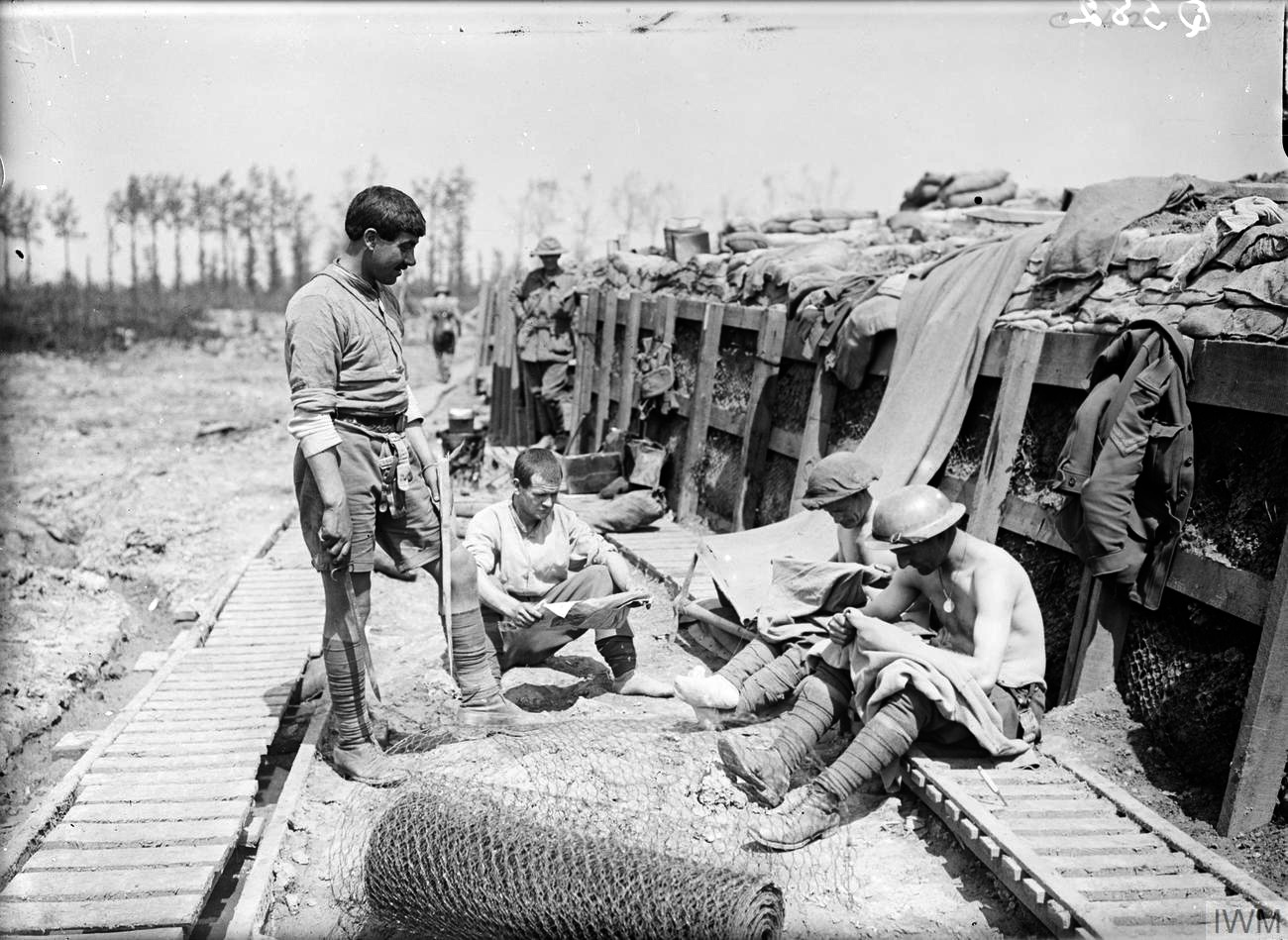
Tranchée en « épaulement », Armentières, 1916.

Le champ de bataille des Flandres présentait de grands problèmes de construction pour les tranchées du fait de la proximité de la nappe phréatique qui se trouvait parfois à moins de deux mètres de la surface, signifiant que toute tranchée serait rapidement inondée. De plus, les obus détruisaient les chenaux aménagés pour drainer le terrain. Par conséquent, de nombreuses tranchées étaient construites au-dessus du niveau du sol. Au départ, les tranchées disposaient de parapet et de parados construits avec des sacs de sable mais par la suite, le parados fut retiré pour permettre à la seconde ligne de tirer sur la première si celle-ci était prise.

### Géographie des tranchées
La nature statique et souterraine de la guerre de tranchée provoqua le développement d'une forme particulière de géographie. Un avantage critique pouvait être obtenu en occupant les hauteurs, les collines prenaient donc une grande importance. Un grand nombre de collines étaient tellement insignifiantes qu'elles n'avaient aucun nom jusqu'à ce que le front s'en approche. Certaines côtes étaient nommées d'après leur altitude comme lors de la bataille de la colline 60. Une ferme, un moulin, une carrière ou un bosquet d'arbres pouvaient devenir l'objet d'une lutte acharnée simplement parce qu'il s'agissait de l'élément le plus visible. Cependant, il ne fallait pas longtemps à l'artillerie pour le détruire et il devenait un simple nom sur une carte.

## La vie dans les tranchées

### Organisation militaire
Le temps passé au front par un soldat était généralement bref, d'un jour à deux semaines, avant d'être relevé. Le 31e bataillon australien passa 53 jours en première ligne à Villers-Bretonneux, mais cette durée était rare. Le 10e bataillon canadien eut des tours d'une durée moyenne de six jours en 1915 et 1916.

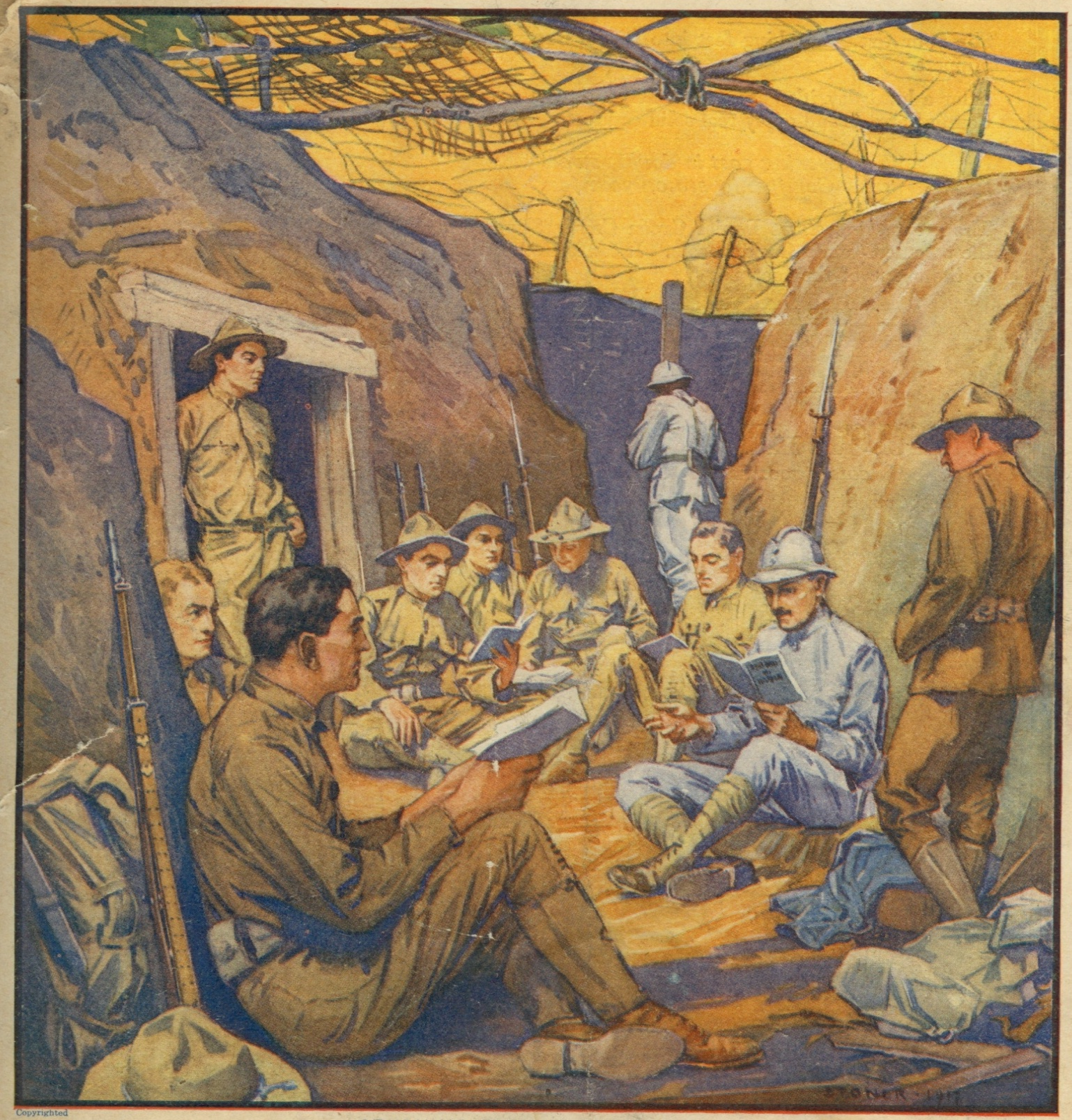
« Étudier le français dans les tranchées », paru dans The Literary Digest du 20 octobre 1917.

Au niveau individuel, le temps de déploiement d'un soldat britannique se divisait ainsi :
- 15 % en première ligne
- 10 % en deuxième ligne
- 30 % en troisième ligne
- 20 % en repos
- 25 % autres (hôpital, transport, permission, entraînement, etc.)

Même en première ligne, un bataillon typique n'engageait le combat qu'une poignée de fois dans l'année que ce soit de manière offensive ou défensive. Le nombre de combats était plus élevé pour les unités « d'élite ».
Certains secteurs du front connurent une faible activité tout au long de la guerre, rendant la vie dans les tranchées relativement facile. Lorsque le 1er corps ANZAC arriva pour la première fois en France en avril 1916 après l'évacuation de Gallipoli, ils furent redéployés dans un secteur relativement calme près d'Armentières pour l'« acclimatation ». D'autres secteurs connaissaient une activité militaire sans répit. Sur le Front de l'ouest, Ypres était réputée comme étant infernale, en particulier dans les saillants les plus exposés. Cependant, la guerre de tranchées, même dans les secteurs les plus calmes, n'était pas une sinécure et les pertes dues aux gaz, aux tireurs d'élite et à l'artillerie étaient quotidiennes. Durant les six premiers mois de 1916, avant le déclenchement de la bataille de la Somme, les Britanniques ne furent pas impliqués dans des opérations majeures mais les pertes s'élevèrent malgré tout à 107 776 hommes. Environ un homme sur deux est revenu vivant et non blessé des tranchées[réf. à confirmer].

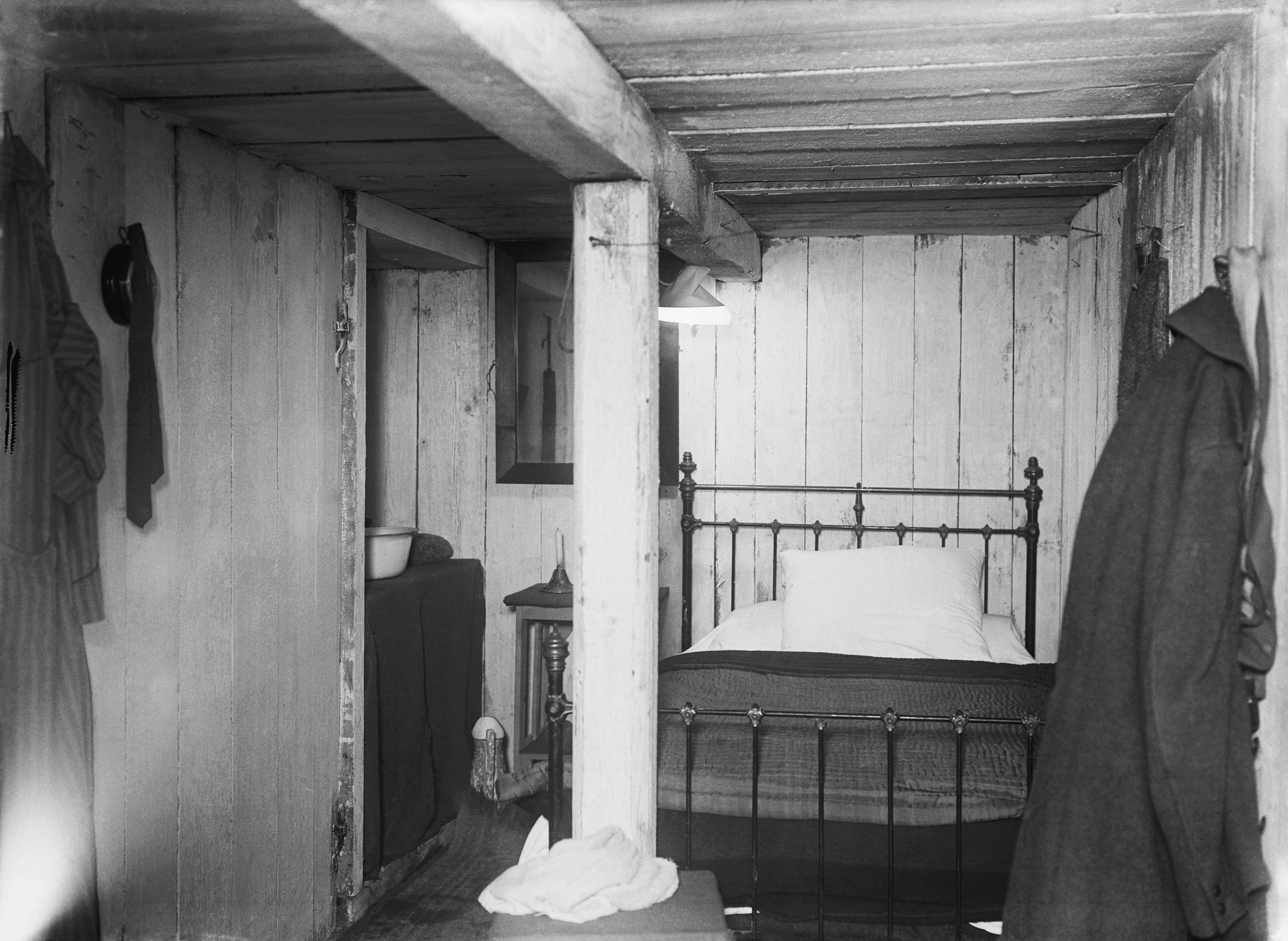
Dans les casemates, les soldats dorment sur des paillassons ou des matelas fins, dans de vrais lits pour les officiers.

Les témoignages d'époque comme l'observation des photographies d'archives laissent penser que les tranchées allemandes étaient plus complexes, plus profondes, plus sophistiquées, incluant des réservoirs d'eau, l'électricité, des cuisines et parfois des aménagements de confort (tapis, miroirs, photos sur les murs),. Les Alliés privilégiant l'offensive établissaient en effet des tranchées qu'ils pensaient éphémères (faites de terre et de planches flanquées de tôle, de rondins ou de paniers de bois tressé remplis de terre et de sacs de sable, avec des abris de pierre sèche ou en bois) alors que les Allemands, plus sur la défensive et qui se battaient sur le sol ennemi, construisaient des tranchées renforcées par du béton armé, avec des parois pavées.
Un secteur du front était alloué à un corps d'armée comprenant généralement trois divisions. Deux divisions occupaient le front et la troisième était en repos à l'arrière. Cette répartition du devoir continuait à l'intérieur de la hiérarchie militaire. Ainsi, à l'intérieur de chaque division, deux brigades d'infanterie tenaient le front et la troisième était en repos. De même pour les bataillons, les compagnies et les pelotons. Plus ce roulement descendait bas dans la hiérarchie, plus les soldats tournaient entre le front et la réserve.
Durant le jour, les tireurs et les observateurs d'artillerie rendaient chaque mouvement périlleux ce qui rendait les tranchées assez calmes. Par conséquent, les tranchées s'activaient la nuit, lorsque l'obscurité autorisait le déplacement des troupes et du matériel, la maintenance ou l'expansion des réseaux de barbelés et les reconnaissances des défenses ennemies. Les sentinelles tentaient de repérer les patrouilles adverses et de détecter les signes avant-coureurs d'une attaque.
Initiés par le Princess Patricia's Canadian Light Infantry en février 1915, les raids dans les tranchées (en) étaient menés pour capturer des soldats ennemis et des documents secrets et les transférer aux services de renseignement. Ces raids devinrent partie intégrante de la politique britannique pour maintenir l'esprit offensif des troupes et accroître le stress chez l'adversaire. Cependant, une fois la surprise passée, les raids devinrent moins efficaces et à partir de 1916, ils étaient soigneusement planifiés et impliquaient une coopération de l'infanterie et de l'artillerie.
Le raid était souvent initié par un intense bombardement d'artillerie destiné à détruire les barbelés et tuer ou faire retraiter la garnison. Ensuite, le bombardement visait l'arrière de la tranchée ennemie pour empêcher toute contre-attaque. Cependant, le bombardement annonçait la position de l'attaquant (le Trench raider) et permettait au défenseur de renforcer la zone.

### Vie quotidienne

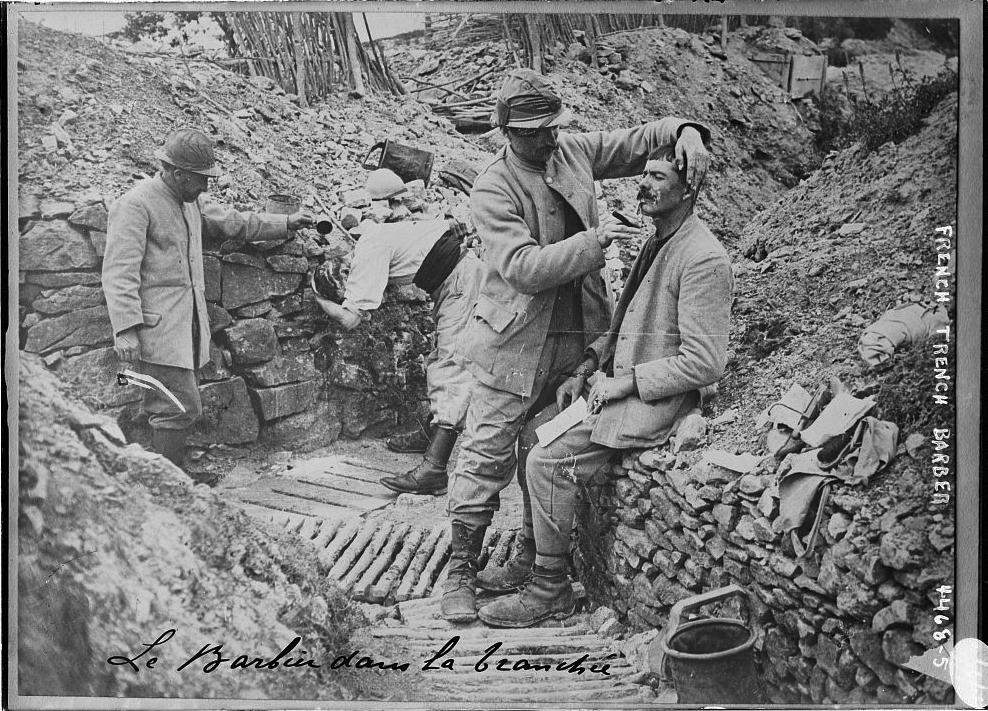
Un barbier dans une tranchée française.

Dans les tranchées de première ligne, les hommes ne peuvent se déshabiller, ils ne se lavent pas, et ne se déchaussent que très rarement. Cela n'est possible que dans les zones de repos.
La salubrité des tranchées est prioritairement assurée par l'entretien des feuillées. Dans les tranchées françaises, elles sont situées au bout d'un boyau de dérivation. Une feuillée est une fosse de 2 m de profondeur, 5 à 6 m de longueur, et large d'un mètre ; elle est recouverte d'une planche percée d'orifices. Le contenu de la fosse est arrosé plusieurs fois par jour avec de la chaux. Les hommes peuvent aussi déféquer dans des tinettes. Le contenu de tinette est ensuite mélangé à un combustible pour être versé dans un four incinérateur fixe ou monté sur roues.
La lutte contre les rats se fait par l'utilisation de chiens ratiers et l'augmentation de la prime pour la présentation d'une queue de rat de 1 à 5 sous.
L'approvisionnement en eau est assurée par des puits creusés par le Génie, ou à partir de réservoirs. L'eau est rendue potable par la javellisation puis, en 1916, par la verdunisation.
Dans l'armée française, la ration alimentaire est faite de pain ordinaire, viande fraîche (conservée par la glace), charcuterie, conserve de viande (« singe »), légumes secs (riz, lentilles) et frais (choux, pommes de terre…). Il y a également distribution de confiture, de marmelade, de café. La ration de vin est d'un demi-litre par jour.

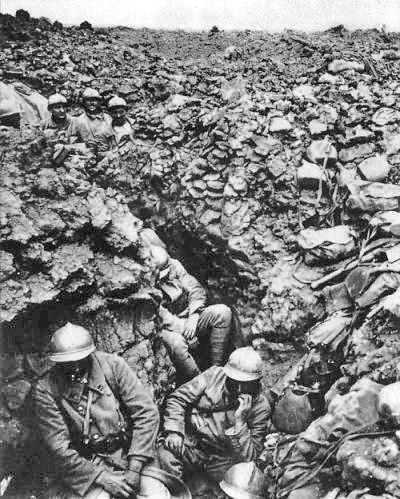
Tranchée française de la côte 304, Verdun, 1916.

Les cuisines roulantes sont constituées de marmites et de fours à rôtir. Les rations sont versées dans des récipients et distribuées dans les tranchées par les « hommes de soupe ». Elles arrivent souvent froides et mêlées de terre et de boue, cela dans les périodes calmes. Car sous les bombardements, qui peuvent durer plusieurs jours sans discontinuer, les hommes souffrent de la faim et de la soif.
Caporal Léon Brunéa, 67e Régiment d'Infanterie :

« Il faut vous dire que moi et les copains, on avait bu de notre urine avec un peu de sucre, sucé les racines d'arbres, sucé le jus sale d'une boite de conserve abandonnée sur le parapet par les boches. » Soldat Marcel Pic, 143e Régiment d'Infanterie, sous un bombardement de cinq jours et cinq nuits : « Nous étions écrasés par les obus. Personne ne bougeait ; on attendait la mort, avec la soif, la faim et dix centimètres d'épaisseur de mouches que nous avions dessus. Nous avions assez de travail, avec le bout de la baïonnette, pour rejeter les morceaux de cadavres qui nous recouvraient chaque fois qu'un obus tombait tout près. »

Un concert organisé à l'occasion du centenaire de l'armistice de 1918 par l'association Paroles et musiques dans le temple protestant John Bost à La Force en Dordogne a permis d'aborder un aspect de la vie quotidienne des poilus lors de la Grande Guerre. Pierre Hamel, premier violon à l'Orchestre Colonne de Paris, a joué d'un instrument peu commun : un violon en métal utilisé par les soldats dans les tranchées pour se distraire. Fabriqué par un maître-luthier de Mirecourt avec des bidons de margarine et des plaques de métal assemblées et soudées, le violon possède un système de chevilles qui fait qu'il peut être accordé et qu'on peut en jouer, même s'il est plus lourd et si le son est un peu métallique. C'est un instrument dont il n'existe que cinq ou six exemplaires connus.

## La mort dans les tranchées
L'intensité de la Première Guerre mondiale fut telle que 10 % des soldats furent tués, contre 4,5 % lors de la Seconde Guerre mondiale. Le niveau de pertes atteignit 56 %, en additionnant les morts et les blessés. À cause de la boue, des rats, des poux de corps, des mouches, des excréments, de la proximité des cadavres des amis et ennemis qui avaient agonisé parfois durant des jours à quelques mètres des tranchées, l'air vicié des abris ou pollué par les gaz chimiques, la fumée et les vapeurs émises par les armes et munitions, les incendies, etc., la (sur)vie dans les tranchées de 1914-1918 était particulièrement difficile et cela a provoqué de nombreuses séquelles psychologiques et sanitaires pour les soldats de la « Grande Guerre ».
Des blessures relativement légères pouvaient provoquer la mort si elles s'infectaient ou si la gangrène s'installait. Les éclats d'obus multipliaient les risques d'infection en souillant la plaie. Le souffle des explosions provoquait souvent des traumatismes. De plus, le bombardement incessant et la peur d'être mutilé pouvaient induire chez certains soldats des troubles psychologiques alors qualifiés d'obusite mais que l'on assimile aujourd'hui au trouble de stress post-traumatique.
Comme dans beaucoup d'autres guerres, les maladies prélevèrent un lourd tribut parmi les soldats. Les conditions sanitaires dans les tranchées étaient mauvaises, d'où les cas de dysenterie, de typhus et de choléra. De nombreux soldats souffraient des maladies véhiculées par les parasites comme les poux. L'autre danger était l'hypothermie car les températures pouvaient descendre bien en dessous de zéro durant l'hiver.
Une étude statistique sur 30 000 blessures ou affections prises en charge par le Royal Army Medical Corps révèle que 8,7 % des traitements concernèrent la fièvre quintane (dite « des tranchées »), due aux poux, 7,9 % pour inflammations des tissus conjonctifs (tendinites causées par de mauvaises chaussures), un fort taux de 7,6 % de maladies vénériennes sans doute dues à la fréquentation des bordels militaires ou indépendants. 6,8 % de ces blessés britanniques souffraient du pied de tranchée. Moins nombreuses furent les atteintes non-léthales causées par les obus (4,9 %), les balles (4,7 %) ou les gaz (4 %).

### Pathologies des tranchées
Des maladies spécifiques, jusqu'alors non ou peu connues, dites « pathologies de tranchées » sont distinguées au cours du premier conflit mondial. Outre la fièvre des tranchées et le pied de tranchée, ont été décrits :
- Constipation des tranchées, survenant surtout en hiver, attribuée à la ration de viande, de légumes secs, de riz et de vin rouge, et au stationnement prolongé. On préconisa les plantes sauvages, les fruits secs, et l'exercice physique ;
- Néphrites des tranchées, surtout durant l'été 1916 dans des secteurs particuliers du front. Plusieurs formes sont décrites, pouvant correspondre à différentes affections : infections à streptocoque A, leptospirose, infection à Hantavirus… ;
- Main de tranchée, observée en février de 1917, posant les mêmes problèmes que le pied de tranchée ;
- Rhumatisme de tranchée, observé en avril 1915 chez les soldats en position prolongée, accroupie ou assise, en tranchée humide ;
- Héméralopie des tranchées, affaiblissement anormal de la vision au moment du crépuscule (cécité nocturne). Les médecins d'alors cherchaient à détecter une simulation, il s'agissait peut-être d'un déficit en vitamine A.

### Structures et fonctionnement sanitaire
Les tranchées constituent le premier échelon de structures sanitaires organisées pour le ramassage, le rassemblement et l'évacuation des blessés. Les relais de blessés sont des installations rudimentaires (abri de branchage ou toile de tente) à moins de 800 m de la ligne de feu, situées dans un trou d'obus ou au bout d'une tranchée. Ils sont tenus par des infirmiers ou des brancardiers expérimentés, disposant seulement de pansements individuels et de teinture d'iode.

#### Relèvement et évacuation

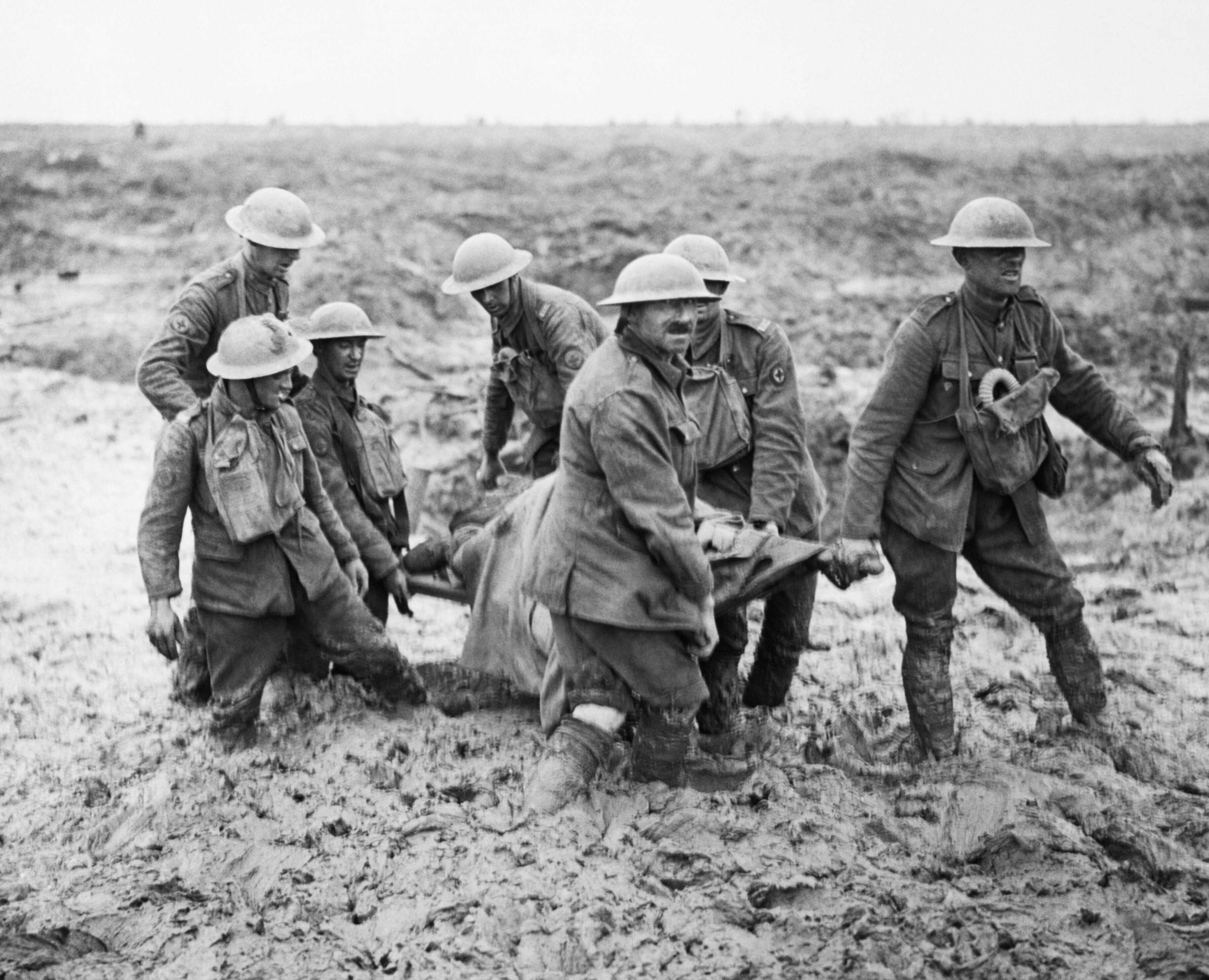
Brancardiers, Passchendaele, août 1917.

Les brancardiers, au nombre de sept par compagnie, sont formés pour opérer par équipes de 2 à 5. Sous un bombardement, ils doivent ramper dans la tranchée pour atteindre les hommes touchés ; lors d'une attaque, ils suivent la dernière vague d'assaut. Le relèvement des blessés dans le no man's land ne se fait que de nuit, en rampant, et à l'ouïe, en se guidant sur les plaintes et gémissements des blessés.
Du relais, les blessés sont transportés vers le poste de secours de bataillon ou de régiment, situé à 1 ou 1,5 km de la tranchée de première ligne, au niveau de la troisième ligne (dite « tranchée de repli », la deuxième étant la « tranchée de soutien »), reliées entre elles par des boyaux directs ou enchevêtrés. Il est estimé que le brancardage dans 500 m de tranchées à parcourir représente la fatigue d'un brancardage de 2 km parcourus à l'air libre. La tactique employée fut d'établir des équipes tous les 500 m et d'établir des relais,.
Ces postes de secours sont des abris de rondins recouvert de pierres et surtout de terre. En terrain accidenté, ils sont creusés à flanc de coteau, et sur terrain plat, en galerie de mine à 5 m au-dessous du sol (escalier de 15 à 20 marches). Tenus par un ou des médecins auxiliaires, ils n'admettent au maximum que quelques dizaines de blessés, le plus souvent moins d'une dizaine, les premiers soins d'urgence y sont pratiqués (hémostase et nettoyage de plaies, pansements et contention de fractures…).
À l'échelle du poste de secours divisionnaire, le rôle du médecin divisionnaire est de contrôler les évacuations en adaptant les réseaux selon les circonstances, de contrôler l'état des blessés, vérifier les pansements et assurer la mise en état pour une évacuation. Du poste de secours, les blessés sont amenés par ambulance dite « nourricière » vers des antennes chirurgicales mobiles (par exemple une autochir) situées à 12 ou 15 km de la ligne de feu.

#### Triage médical
En cas d'afflux important de blessés, le triage consiste à classer un blessé selon sa gravité et en fonction des moyens disponibles, pour assurer un ordre de priorité. Au début de la guerre, un premier triage au niveau des postes de secours distinguait les blessés capables de marcher, de rester assis, ou restant couchés. Puis le triage est devenu en lui-même un système distinct indépendant, plus sophistiqué, avec un personnel spécialisé de médecins-trieurs. Par exemple, les blessés sont catégorisés en inopérables et moribonds, blessés graves que l'on peut opérer d'urgence dans un centre proche, moyens et légers à évacuer vers des hôpitaux secondaires, éclopés à diriger vers un dépôt. Chaque blessé est doté d'une fiche-dossier le catégorisant.
Le principe d'un bon triage est qu'il doit se faire en un lieu adéquat avec le personnel nécessaire afin que le débit de triage ne soit jamais inférieur au débit d'arrivée des blessés. Un centre de triage au niveau d'un corps d'armée pouvait recevoir jusqu'à 1 000 blessés par jour pendant une semaine. Au-delà, le triage devient impossible.
Témoignage de Louis Pasteur Vallery-Radot, alors médecin auxiliaire (étudiant en médecine), d'un poste de secours de bataillon près de Lorette, en 1915 :

« Odeur de sang, partout du sang, du sang noir et de la boue, du sang rouge qui coule (…) Toujours, on en apporte, des vivants, des morts. On en apporte qui sont morts avant que j'ai fini de les panser. Les vivants, on les emporte ; les morts, on les emporte. Toujours on en apporte des vivants, des morts. On les apporte, on les emporte. Barbes sanglantes, faces ouvertes, yeux arrachés qui pendent, crânes béants, membres tordus, broyés, déchiquetés, toutes les entrailles sortent ; du sang noir partout. »

### Cadavres
Enterrer les morts entre les lignes était un luxe qu'aucun des deux camps ne pouvait s'offrir en raison du feu ennemi. Les cadavres dans le no man's land y restaient jusqu'à ce que le front se déplace et étaient souvent rendus méconnaissables. Pour atténuer les odeurs, on projetait de nuit du chlorure de chaux, et on arrosait les cadavres de divers produits (solutions de formol, de cresyl, de chlorure de zinc, de sulfate de fer…) à distance, avec des pompes ou des lances.
Environ 700 000 combattants n'ont pas été retrouvés, soit qu'ils aient littéralement été désintégrés par les explosions, soit qu'ils aient été enfouis par les retombées de terres soulevées par les obus. Le front était également jonché de dizaines de milliers de cadavres d'animaux (chevaux, mulets, baudets, vaches…). Des squelettes continuent d'être retrouvés lors du labour des champs ou lors de travaux.

### Bilan
La guerre de tranchées apparait toutefois moins meurtrière que la guerre de mouvement. Alors que 165 000 soldats français sont tués ou portés disparus en août puis autant en septembre 1914, le nombre tombe à 60 000 en octobre. En 1915, année d'offensives meurtrières, les pertes sont de 40 000 par mois. Elles sont de 30 000 en 1916, année de Verdun et de la Somme, et descendent à 15 000 en 1917, avant de remonter à la fin du conflit avec la reprise de la guerre de mouvement (30 000 mensuelles), des chiffres moindres que les pertes françaises lors de la bataille de France en 1940. La tranchée, c'est bien là son rôle, protège ainsi — relativement — les soldats au contact de l'ennemi. Ce sont les conditions de vie horribles, les lieux de combat fixes où s'accumulent morts et bombardements, la guerre industrielle dans son ensemble, qui marquèrent les esprits, « qui transforment rétrospectivement en enfer ce qui était, en réalité, un abri ».
À de nombreuses reprises durant la guerre, principalement au début, des trêves plus ou moins officielles furent organisées pour que les blessés puissent être sortis du no man's land et que les morts soient enterrés. Généralement, les officiers supérieurs ne toléraient aucun relâchement de l'offensive pour des raisons humanitaires et ordonnaient aux soldats de tirer sur les brancardiers et les infirmiers. Des cas de trêves plus avancées ont eu lieu principalement lors de Noël 1914. L'esprit de ces trêves est décrite dans le film Joyeux Noël.

## Armement de la guerre de tranchées

### Armes légères
Le fantassin de base disposait de quatre armes pour la guerre de tranchées : le fusil, la baïonnette, les armes de poing et la grenade. La munition standard de l'armée britannique était le .303 British, utilisée par le Lee-Enfield. Le corps canadien utilisait largement le Ross Mark III réputé pour sa précision. Cependant, il se révéla peu fiable dans les conditions de combat et s'enrayait souvent, il fut donc remplacé par le Lee-Enfield. L'armée française employait le fusil Lebel qui, bien que robuste et fiable, était long à recharger et était moins performant que les fusils des autres nationalités. Ses performances tenaient essentiellement à celles de l'excellent 8 mm Lebel. Pour pallier la faible vitesse de rechargement, l'armée adopta le fusil Berthier 07-15 qui corrigeait les défauts du Lebel. Il était cependant peu apprécié du fait de la faible taille du chargeur (3 balles contre 10 pour le Lebel) et fut essentiellement distribué aux troupes coloniales. La Russie employait le fusil Mosin-Nagant mais du fait de la faiblesse de son industrie, elle dut en commander aux arsenaux américains et britanniques. Le fusil standard de l'armée américaine était le Springfield M1903 mais les soldats de l'American Expeditionary Force déployés dans des unités alliées employaient le fusil de ces unités, à savoir le Lebel ou le Lee-Enfield. Les soldats italiens utilisaient le fusil Carcano.
L'équivalent allemand était le Gewehr 98 fabriqué par Mauser et chambré avec la cartouche 7,92 mm Mauser. Ce fusil était puissant et fiable mais peu adapté au tir rapide. L'Autriche-Hongrie utilisait le fusil M95 qui, bien que précis, s'enrayait facilement. L'Empire Ottoman utilisait généralement des anciens fusils allemands. Dans l'ensemble, les fusils de la Première Guerre mondiale n'étaient pas adaptés au combat de tranchées. Conçus pour être précis à longue portée, ils étaient de grande taille et par conséquent peu pratiques lors des combats rapprochés.
La baïonnette offrait la possibilité de se battre au corps à corps, en employant le fusil comme une lance. La baïonnette était plus sûre par rapport au tir lors des mêlées car on risquait moins de toucher un allié. Les statistiques britanniques rapportent que seules 0,3 % des blessures étaient causées par les baïonnettes. Celle-ci était également utilisée pour achever les soldats ennemis blessés pour économiser les munitions. Les baïonnettes faisaient environ 30 cm ce qui rendait leur usage difficile dans les tranchées étroites. Certains types de baïonnettes distribués parmi les modèles basiques comportaient un côté dentelé en forme de scie. Cette particularité destinée aux travaux du bois, si elle n'était, certes, pas profitable à ceux qui se faisaient transpercer (blessures moins nettes), l'était encore moins pour leurs malheureux possesseurs ; en effet, plus d'un eut le nez coupé ou fut sévèrement mutilé après avoir été en possession de ce type d'arme.

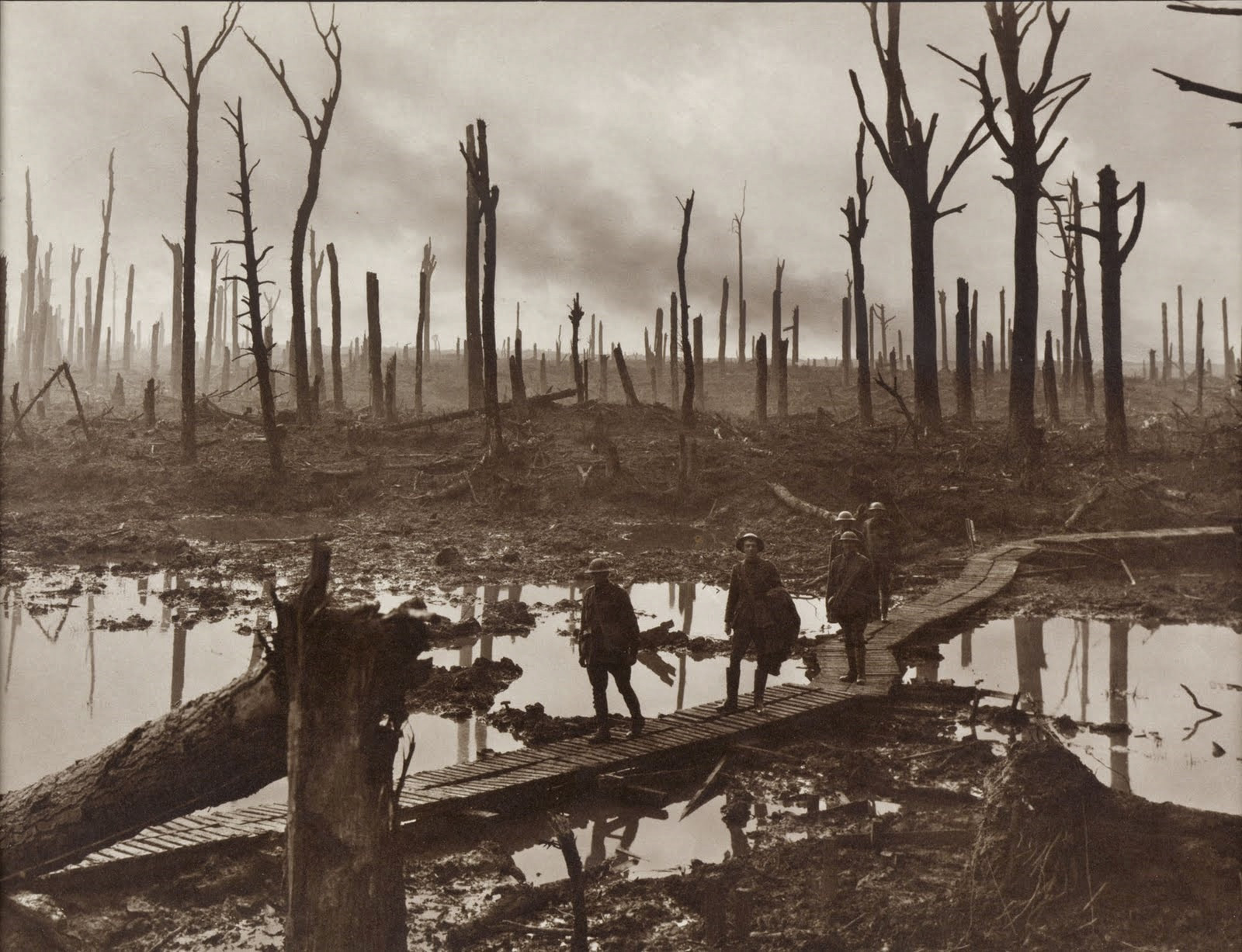
Bois du Château de Hooge, Ypres, 1917.

De nombreux soldats préféraient utiliser un couteau de combat ou un outil de tranchée comme une pioche ou une pelle dont les bords étaient aiguisés plutôt que l'encombrante baïonnette. Comme les troupes étaient mal équipées pour la guerre de tranchées, des armes improvisées apparurent comme des masses d'armes ou les poings américains.
Introduits par les soldats américains, les fusils à pompe étaient une arme formidable pour le combat rapproché. Elle était tellement efficace que l'Allemagne protesta officiellement contre son usage le 14 septembre 1918, déclarant que « tout soldat capturé en possession de telles armes risquerait sa vie » ; cette menace ne fut apparemment jamais appliquée. Les militaires américains conçurent des modèles spécialement modifiés pour le combat appelés trench guns comme le Winchester M97. Certains soldats de l'armée britannique employaient des fusils à canon scié lors des raids dans les tranchées adverses. Bien que réprouvée par la hiérarchie, cette pratique ne fut jamais sanctionnée.
La grenade à main devint l'une des armes principales de la guerre de tranchées. Les deux camps mirent rapidement en place des unités spécialisées dans son usage. La grenade permettait au soldat d'engager l'ennemi sans s'exposer et ne nécessitait pas une grande précision pour tuer ou blesser l'adversaire. Les Allemands et les Turcs étaient bien pourvus en grenades dont la fameuse Stielhandgranate dès le début de la guerre, contrairement aux Britanniques qui avaient cessé de l'utiliser depuis les années 1870. Les soldats durent donc improviser en fabriquant des grenades artisanales comme la Jam Tin Grenade (en). À la fin 1915, la Mills Bomb devint la grenade standard de l'armée britannique.

### Chars de combat
Les chars furent introduits par les Britanniques pour briser l'impasse de la guerre de tranchées. Cependant, ils se révélèrent très peu fiables et peu efficaces du fait de leur petit nombre et des mauvaises préparations tactiques. Les premiers chars avaient des difficultés à traverser le terrain rendu chaotique par les tirs d'artillerie. À la fin de la guerre, les meilleures tactiques permirent aux chars de mettre fin à la guerre de positions et de relancer la guerre de mouvement.

### Mitrailleuses

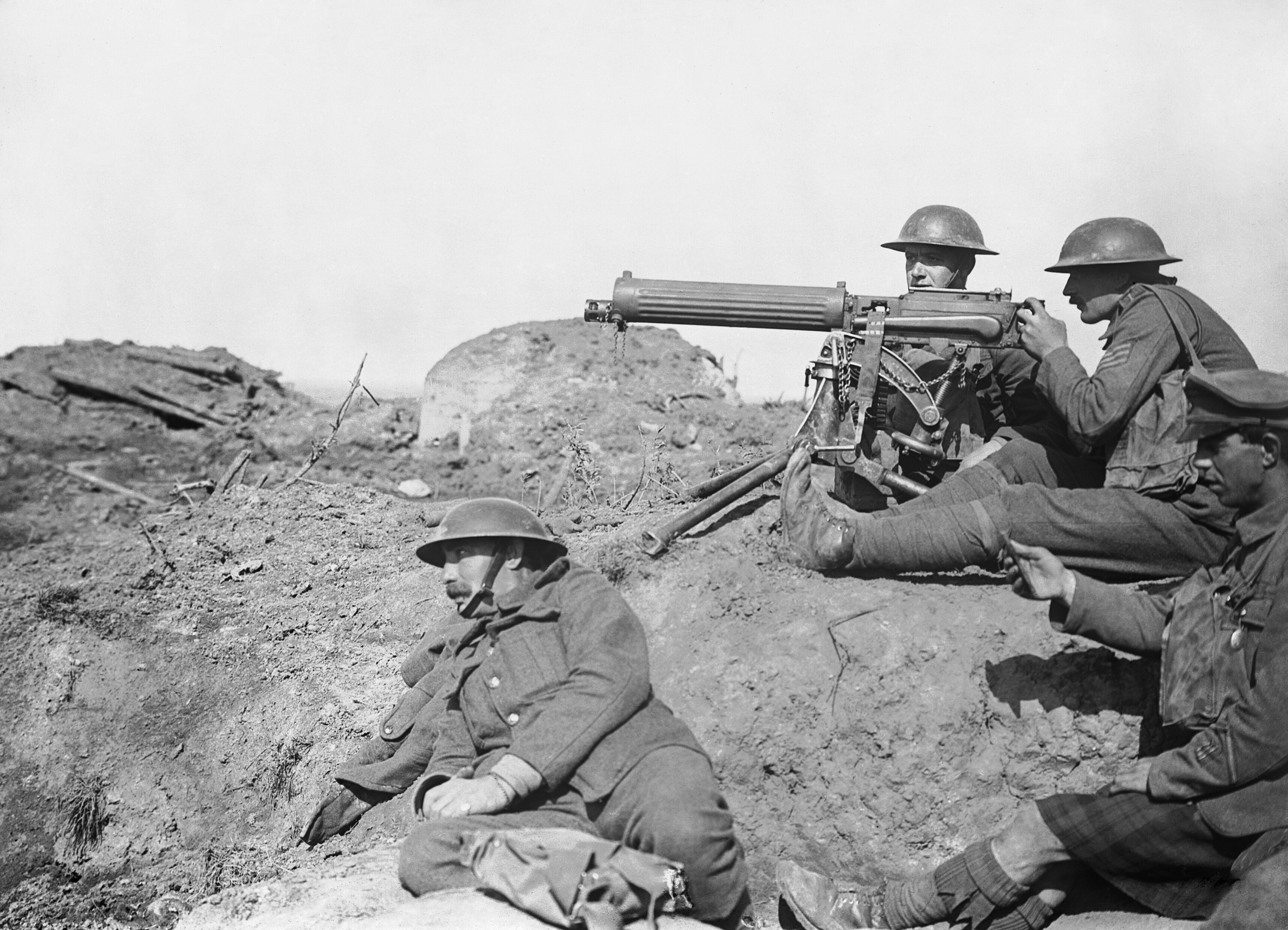
Mitrailleuse lourde Vickers.

Les allemands s'équipèrent de mitrailleuses dès 1904, lorsque seize unités furent équipées de Maschinengewehr. Les mitrailleurs étaient l'élite de l'infanterie allemande et étaient attachés aux bataillons de Jäger (infanterie légère). En 1914, les Britanniques disposaient de deux mitrailleuses lourdes Vickers par bataillon, les Allemands en avaient six et les Russes huit. Après 1915, la Maschinengewehr 08 devint le standard de l'armée allemande. À Gallipoli et en Palestine, des artilleurs allemands les utilisaient pour le compte des Ottomans. En France, la mitrailleuse Saint-Étienne modèle 1907 fut remplacée à partir de 1917 par la Hotchkiss modèle 1914.
Le haut-commandement britannique était moins enthousiaste par rapport aux mitrailleuses, considérées comme une arme de triche et encourageant un combat défensif. Le maréchal Douglas Haig déclara en 1915 : « la mitrailleuse est une arme très surfaite ; deux par bataillon est plus que suffisant,. » En 1915, le corps des mitrailleuses fut créé pour entrainer les artilleurs. Les unités reçurent également les premières mitrailleuses légères ou fusils mitrailleurs comme le Chauchat français ou le Lewis Mark I britannique.
Les mitrailleuses lourdes étaient employées de manière scientifique avec des champs de tir calculés. Elles étaient manipulées par des équipes comprenant jusqu'à huit hommes pour les déplacer, les entretenir et les ravitailler en munitions. Cela rendait ces armes difficiles à utiliser pour l'offensive, ce qui contribua à l'impasse sur le front.

### Mortiers

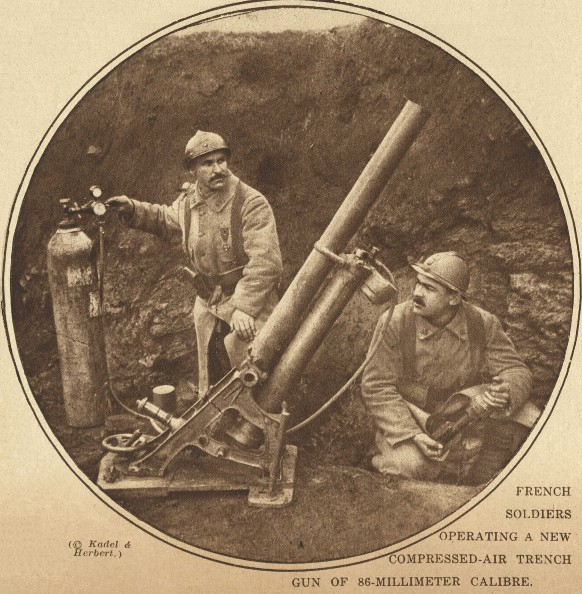
Soldats français manipulant un mortier de tranchée à air comprimé de 86 millimètres.

Les mortiers, utilisés pour envoyer un obus quasiment à la verticale, furent largement utilisés dans la guerre de tranchées pour harceler les tranchées voisines, pour couper les barbelés et détruire les bunkers adverses. En 1914, les Britanniques utilisèrent un total de 545 obus de mortiers ; en 1916, ce furent 6 500 000. De la même manière, les obusiers tirèrent 1 000 obus en 1914 et 4 500 000 en 1916. La principale artillerie de tranchée britannique était le mortier Stokes, relativement léger et facile à utiliser. Pour tirer, l'obus était simplement lâché dans le tube et le propulseur était mis à feu lorsqu'il touchait le fond du tube. Les Allemands utilisaient une grande variété de mortiers de différentes tailles depuis des lance-grenades jusqu'aux mortiers lourds pouvant tirer des « torpilles aériennes » contenant 90 kg d'explosifs à une distance de 900 mètres en passant par les Minenwerfer. Cependant, le vol du projectile était relativement lent, ce qui permettait aux soldats de s'abriter. De leur côté, les troupes françaises développèrent dès le début du retranchement des crapouillots, certains artisanaux, d'autres des réutilisations de mortiers du siècle précédent. Fut aussi créé le mortier de tranchée de 58 mm.

### Artillerie
L'artillerie domina les champs de bataille de la guerre de tranchées. Une attaque d'infanterie était rarement couronnée de succès si elle était menée au-delà de la portée de l'artillerie. En plus de bombarder les tranchées adverses, l'artillerie pouvait être utilisée pour des tirs de barrage précédant l'infanterie ou pour réaliser des tirs de contre-batterie pour détruire les canons ennemis. Les obus étaient souvent des obus à fragmentation ou hautement explosifs puis, par la suite, ils furent chargés de gaz. Les Britanniques expérimentèrent des munitions incendiaires composées de thermite. Cependant, de nombreuses armées connurent des problèmes d'approvisionnement en munitions durant les premières années de la guerre du fait de la sous-estimation de son usage au cours des combats intensifs. En effet, la production ne produisait parfois que 10 % des munitions tirées.

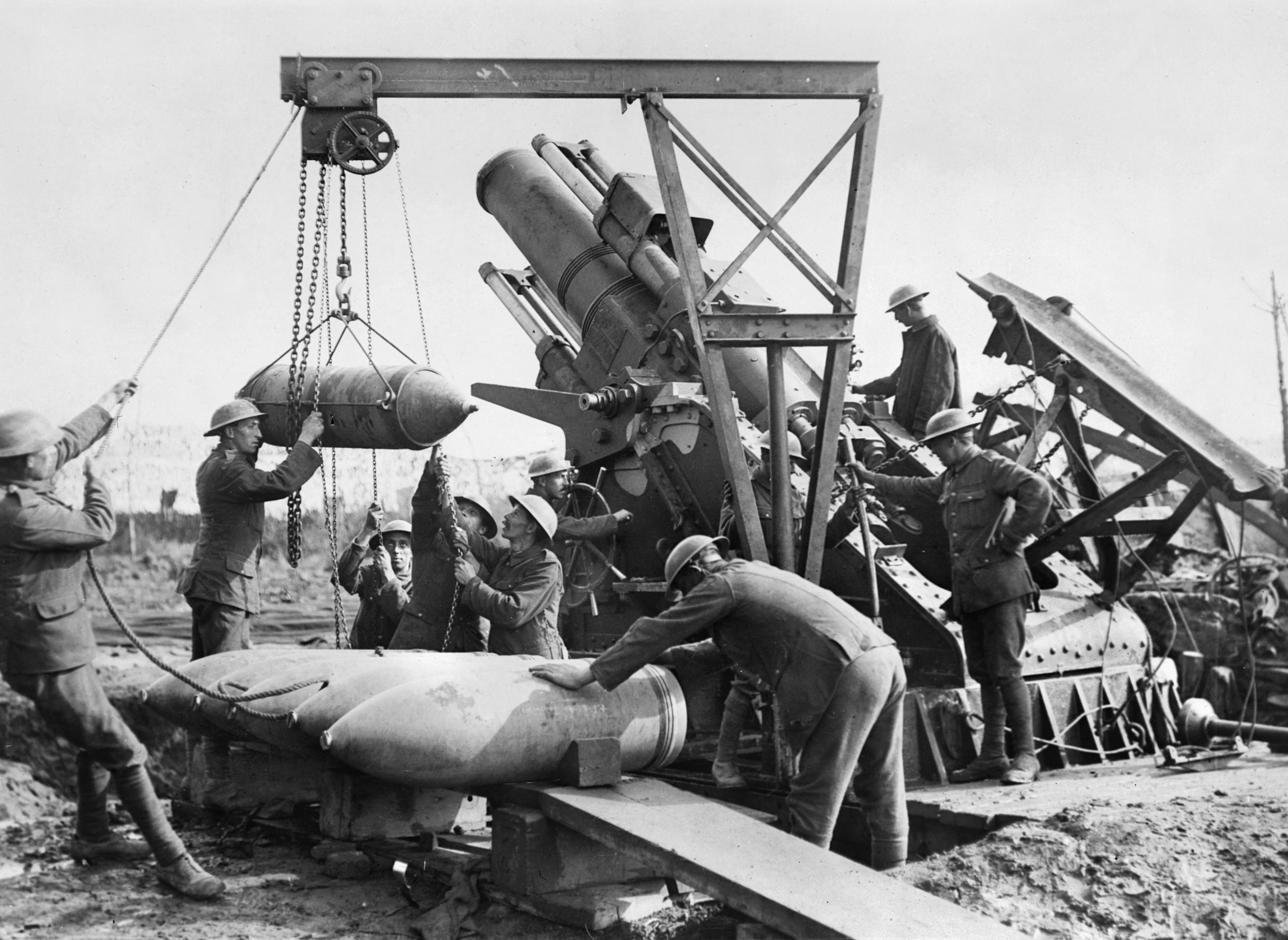
Chargement d'un obusier de 400 mm.

Les pièces d'artillerie étaient de deux types : les canons et les obusiers. Les obus tirés par les canons ont une trajectoire presque horizontale tandis que ceux des obusiers suivent une trajectoire presque verticale avant de plonger vers le sol. Les obusiers de 400 mm n'étaient pas rares et pouvaient tirer jusqu'à 10 km. Une innovation capitale de cette période fut le frein hydraulique qui permettait de tirer rapidement sans avoir à réaligner le canon.

### Gaz
Les premiers gaz étaient utilisés sous la forme de nuages dérivants dépendants du vent pour aller dans la tranchée adverse. Les trois principaux gaz utilisés furent le chlore, le phosgène et le gaz moutarde. Les gaz lacrymogènes furent également déployés au début de la guerre. Le chlore fut le premier à être utilisé en avril 1915. C'était un gaz mortel mais il était facile de le repérer du fait de son odeur et de sa couleur. Le 19 décembre 1915, le phosgène fut déployé, bien plus difficile à repérer ; c'était le gaz mortel le plus efficace et il provoquait la mort par asphyxie.
Cependant, le composé le plus efficace fut le gaz moutarde introduit par l'Allemagne en juillet 1917. Il ne s'agissait pas d'un gaz mais plutôt d'un fluide visqueux. Il n'était pas aussi mortel que le phosgène mais n'avait pas besoin d'être inhalé pour provoquer de terribles brulures et restait actif pendant plusieurs jours. De plus, sa nature liquide le rendait utilisable sous la forme d'obus, ce qui permettait de se passer du vent pour disperser le gaz. Les gaz de combats n'ont pas tué beaucoup de soldats mais les blessés étaient nombreux et cette arme insidieuse rendit les conditions de vie déjà précaires des combattants encore plus difficiles.

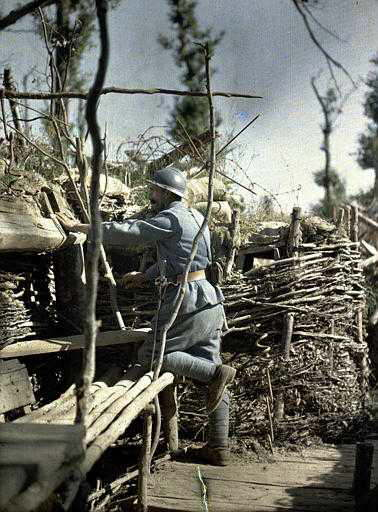
Observateur français équipé d'un casque Adrian dans une tranchée à Hirtzbach, Haut-Rhin, 1917.

### Lance-flammes
Le lance-flammes fut déployé par les deux camps mais sa faible portée et sa vulnérabilité réduisirent son utilisation. Il était cependant une arme très efficace pour le « nettoyage de tranchée » et était une arme de choix pour les sturmtruppen.

### Casques
Durant les premiers mois de la guerre, aucun des belligérants n'utilisait de casques en acier. Les troupes allemandes utilisaient le traditionnel casque à pointe en cuir (casque à boule pour les artilleurs) et les Français un simple képi. Ces couvre-chefs n'offraient aucune protection contre les armes modernes. Les pertes dues à des blessures à la tête furent très élevées. Conçu dans l'urgence, le casque Adrian équipa les soldats français dès l'été 1915 et fut par la suite adopté par la Belgique, l'Italie, la Russie et d'autres nations. Le casque Brodie britannique fut livré à la fin 1915. Contrairement au casque Adrian, il était constitué d'une unique plaque d'acier déformée. Plus large, il offrait une meilleure protection contre les éclats venant du haut mais protégeait moins le cou que le casque français. C'est le casque que choisit l'armée américaine lorsqu'elle entra en guerre, même si certaines unités utilisèrent le casque français. Le casque à pointe allemand ne fut remplacé par le Stahlhelm (casque d'acier) qu'en 1916. Plus lourd que les casques alliés, il offrait une meilleure protection. Les Austro-hongrois et les Ottomans utilisèrent des versions dérivées de ce casque.

### Fils barbelés
L'utilisation du fil de fer barbelé fut décisive pour ralentir l'infanterie progressant à travers le no man's land. Ils pouvaient être ainsi plus facilement pris pour cible par les mitrailleuses. Basil Henry Liddell Hart identifia les barbelés et les mitrailleuses comme les éléments à détruire pour relancer la guerre de mouvement. La pose des barbelés était faite la nuit pour éviter les pertes. Les méthodes pour les détruire étaient très rudimentaires et reposaient essentiellement sur des coupe-câbles. La torpille Bangalore fut utilisée par de nombreuses armées jusqu'à la Seconde Guerre mondiale.

### Aviation
La première utilisation de l'aviation fut la reconnaissance et le guidage des tirs d'artillerie. Ces reconnaissances furent tellement efficaces qu'elles ont grandement participé à l'impasse de la guerre de positions. Le rôle de l'avion de chasse fut d'interdire le ciel aux avions ennemis pour obtenir la supériorité aérienne. Les positions retranchées interdirent en grande partie l'usage d'un projectile simple à gravité, les fléchettes d'aviation déversées en nombre sur les concentrations de troupes durant les premiers mois de la guerre. Les bombardements à la main ne pouvaient atteindre, ponctuellement, que des cibles précises et sans grand impact sur le déroulement d'une attaque. Le mitraillage des lignes était de plus gêné par les tranchées « en zigzag ». De ce fait, le bombardement tactique ne fut que peu développé durant la Guerre de tranchées. Néanmoins, le commandement allemand testa l'assaut conjoint des troupes au sol avec l'aviation d'assaut contre des points fortifiés ou des blindés ; ces expérimentations seront surtout développées dans les tactiques de la Reichwehr, et mises en application lors de la Blitzkrieg.

### Équipements «moyenâgeux»
Un des aspects spectaculaires de la guerre de tranchées en 1914-1918 fut l'utilisation de matériels rappelant l'armement médiéval. Ce sont d'une part les armes offensives déjà mentionnées telles les masses d'arme utilisées pour le corps à corps, casse-tête et même fléaux d'armes. Âge d'or de l'artillerie, la guerre de tranchées voit la réapparition des engins de jet mécanique, balistes Blondel et arbalètes lance-grenades d'Imphy (800 exemplaires), pour le tir au-delà du parapet. Outre les grenades délaissées depuis le XVIIIe siècle réapparaissent le lance-flammes ignoré depuis le feu grégeois ou les « chars » depuis les chariots de guerre hussites, voire les projets de Léonard de Vinci et prédécesseurs. La sape était aussi oubliée, hors la Bataille du Cratère en 1864, depuis plusieurs siècles.
D'autre part, de « nouvelles » protections des soldats s'inspirent de celles du Moyen Âge ou de la Renaissance. Les principaux casques des belligérants sont une réminiscence de modèles anciens : chapel de fer du Brodie anglais, cervelière française et bourguignotte du casque Adrian, casque Gaede à nasal et Stahlhelm allemands qui rappelle certaines salades de joute et visible sur des gravures d'Albrecht Dürer. Des armures de tranchée sont portées ponctuellement, en particulier par les soldats allemands (la cuirasse Sappenpanzer fut fabriquée en 500 000 exemplaires !) ou les Arditi (dénommés aussi Compagnies de la Mort) italiens, qui ont par ailleurs suivi un entrainement au combat rapproché inspiré de Fiore dei Liberi . Leur panoplie comprend les cuirasses « pare-balles » Daigre, Ansaldo, Farina ou Fariselli, les casques Farina et protège-joues Lippman, et même des boucliers dans des Compagnie Scudate. Les français testent entre autres un protège-bras de fonte en forme d'écu et diverses cuirasses, les américains des visières additionnelles ajourées, ou des casques Deep salad, Model 2 et Model 8 à visière protégeant les yeux. La cotte de mailles, inusitée depuis plus de trois siècles, est employée dans les masques de protection des équipages de chars d'assaut.
Paradoxalement, les dernières unités traditionnellement cuirassées, les cuirassiers, délaissent au même moment leur équipement séculaire (ainsi que leur monture). Ces résurgences illustrent combien la Grande Guerre marque une transition et la fin d'une ère, et « que de nombreuses formes de technologies anciennes ont survécu jusqu'à l'ère nucléaire » (Béatrice Heuser),.

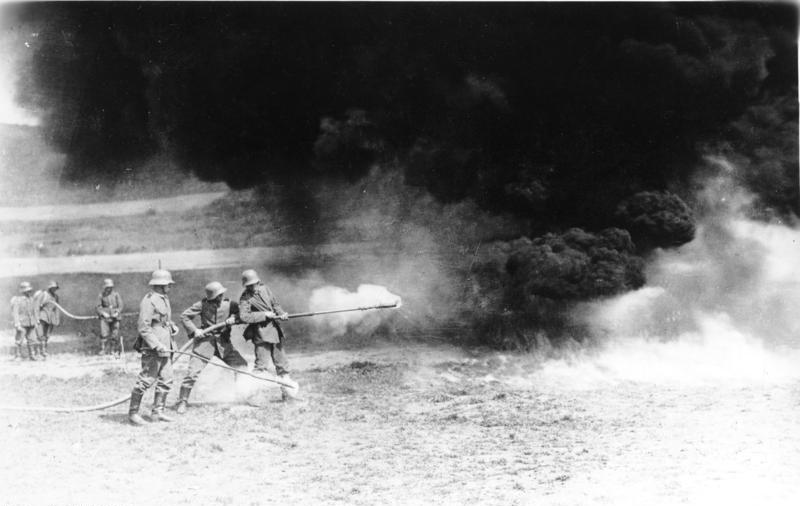
Utilisation de lance-flammes statiques par l'armée allemande.
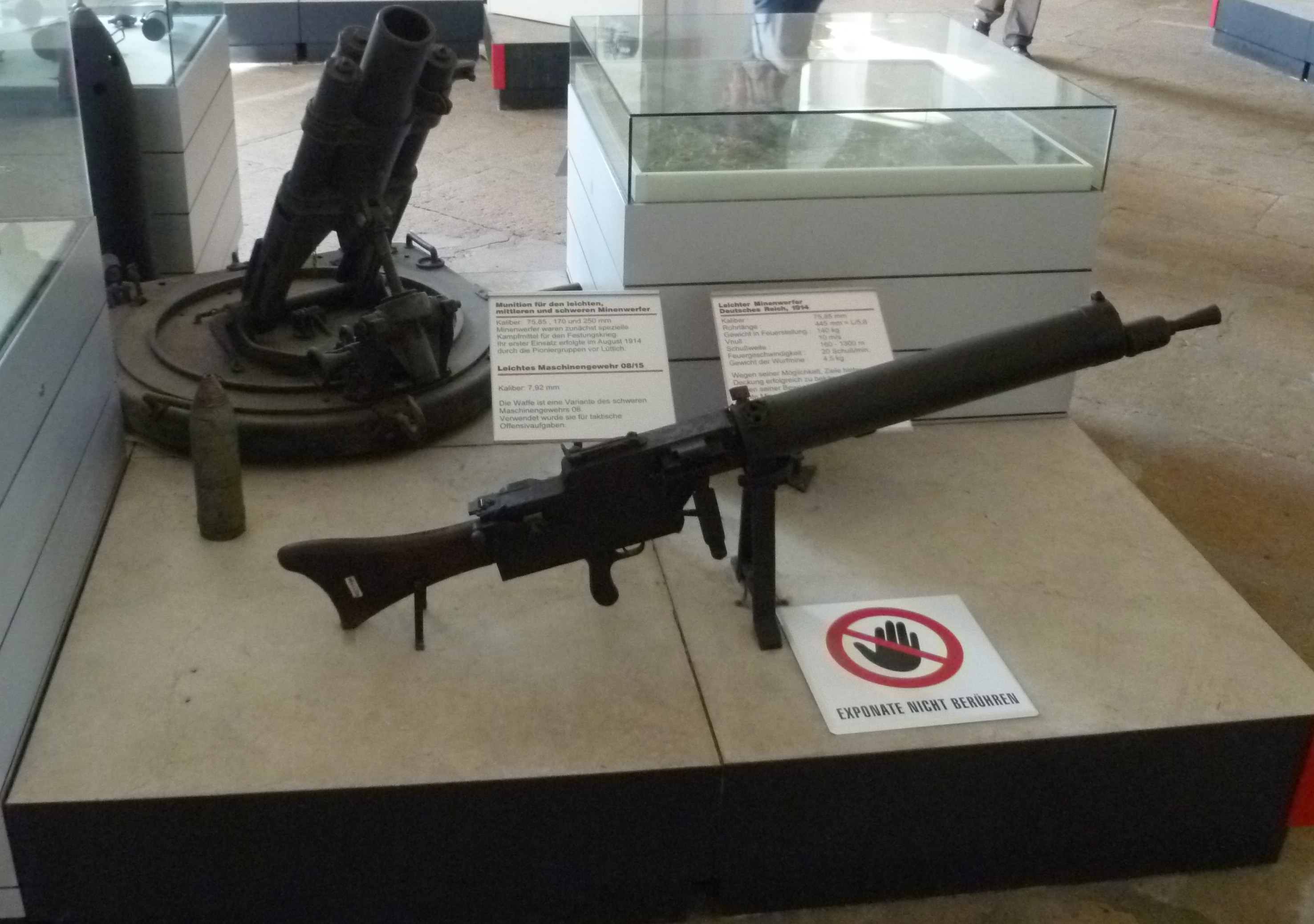
Minenwerfer et mitrailleuse portable allemands.
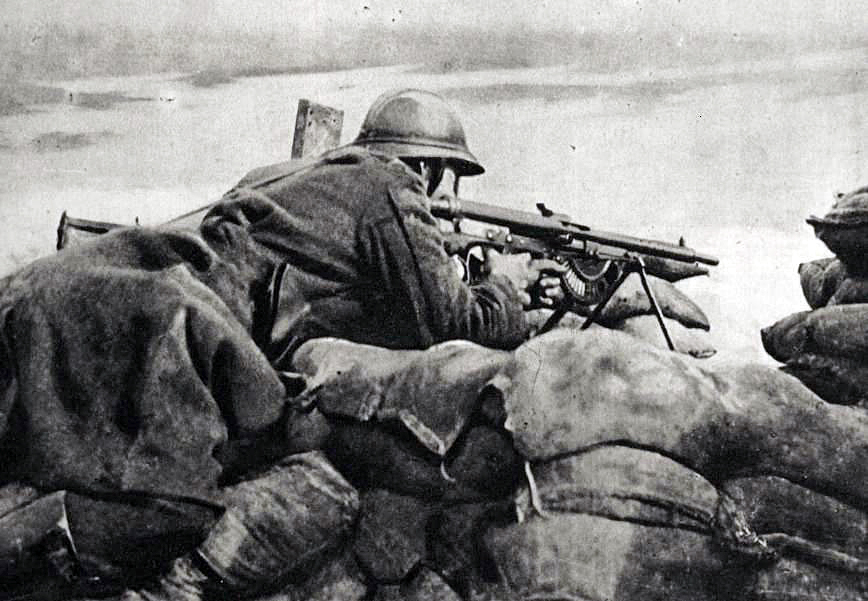
Illustration d'un fusil-mitrailleur Chauchat sur le parapet d'une tranchée.
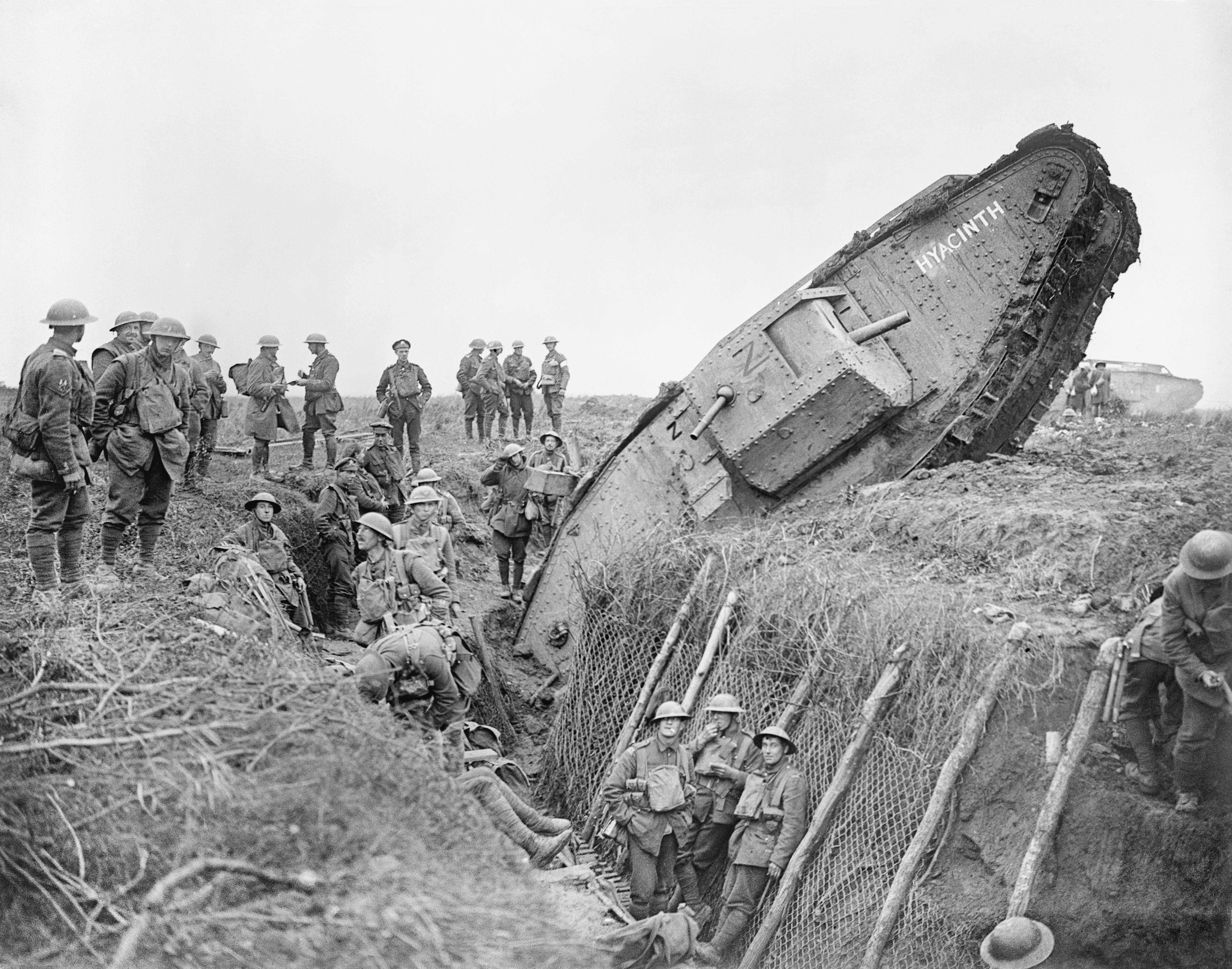
Tank britannique immobilisé dans une tranchée allemande conquise, 1917.
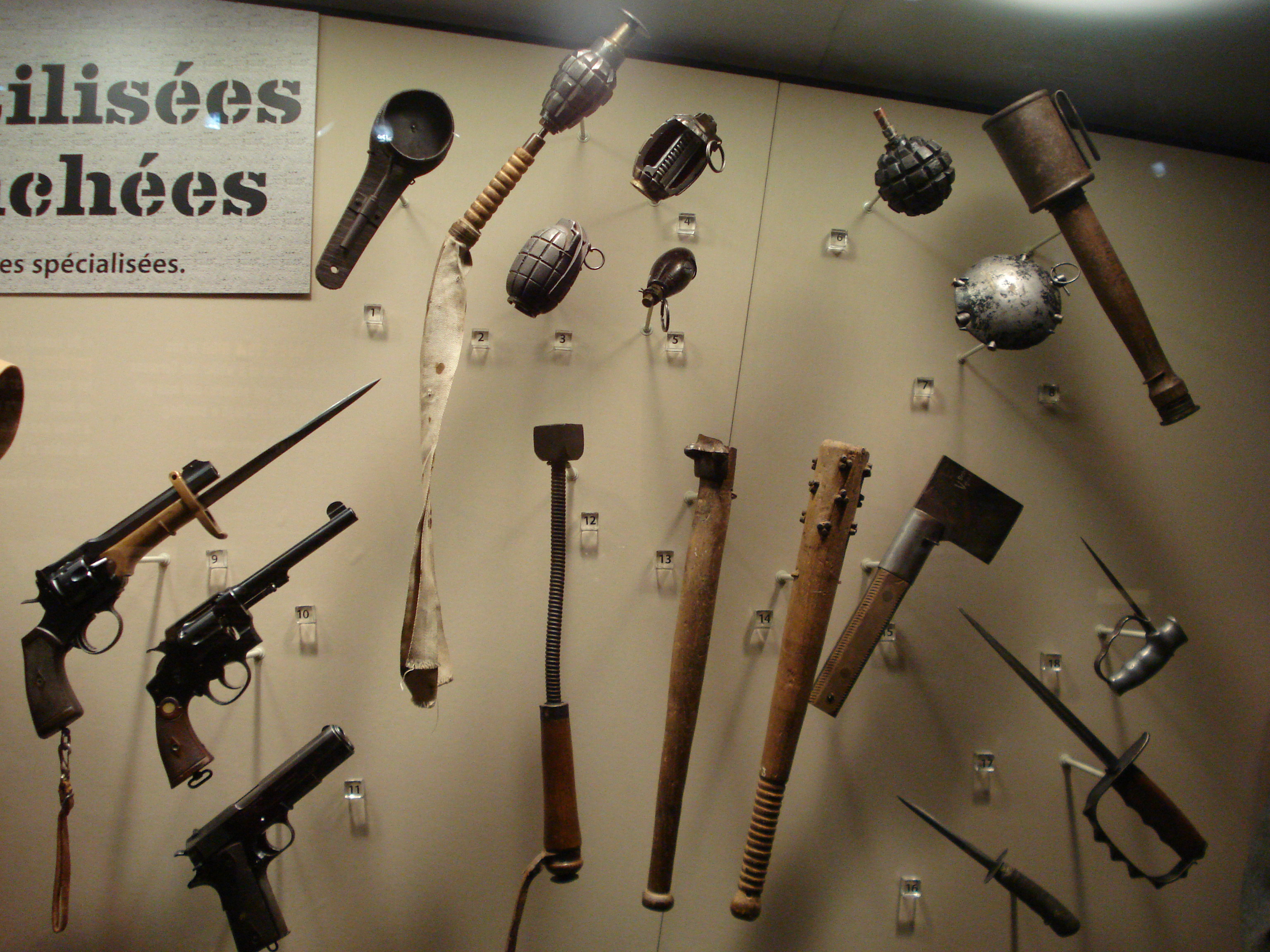
Diverses armes spécifiques à la guerre de tranchée (1914-1918).
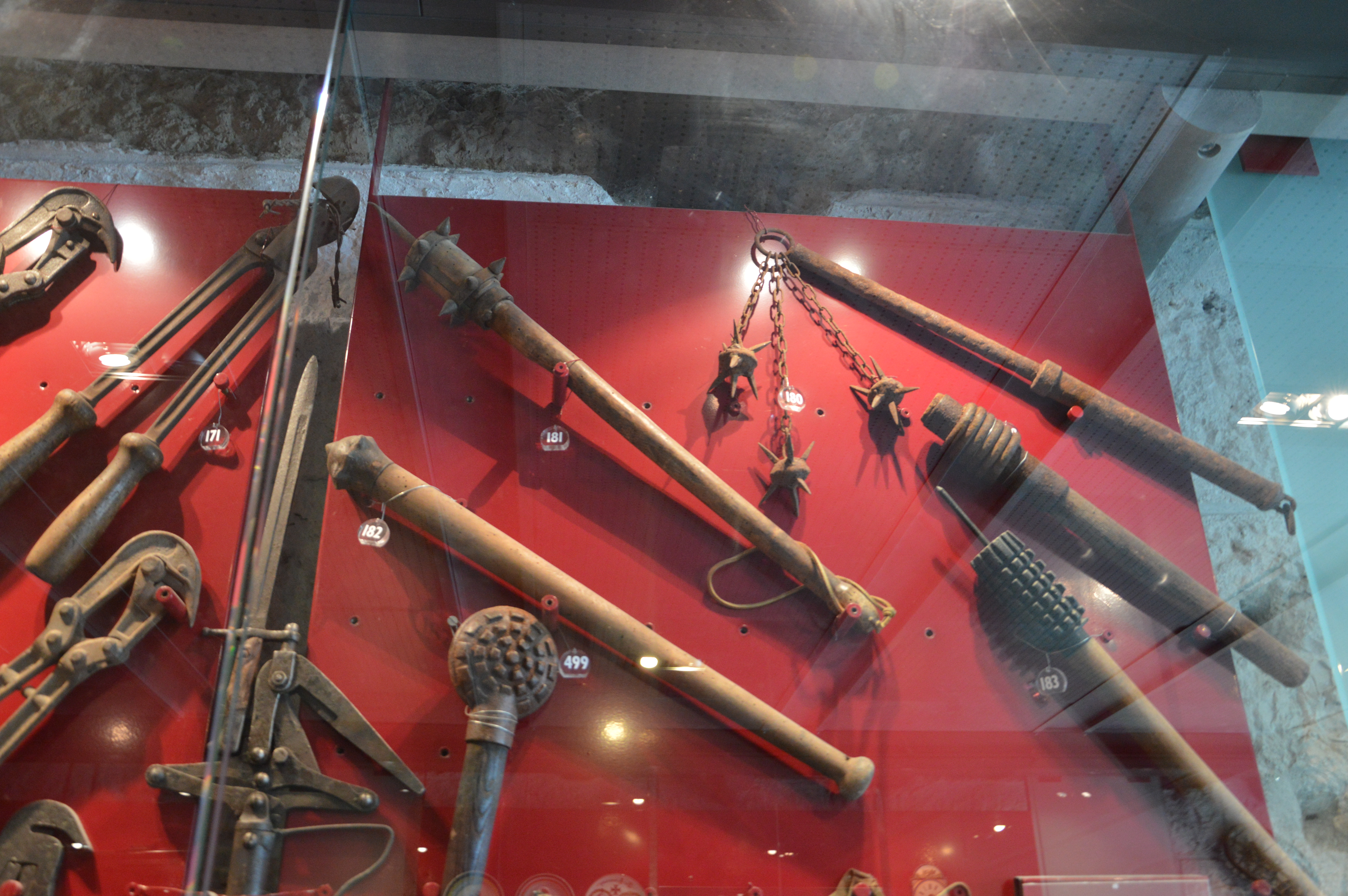
Coupe-barbelés, masses et fléau d'armes de la Grande Guerre.
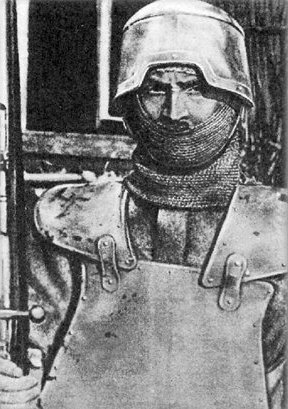
Illustration d'un Arditi avec casque et cuirasse Farina.
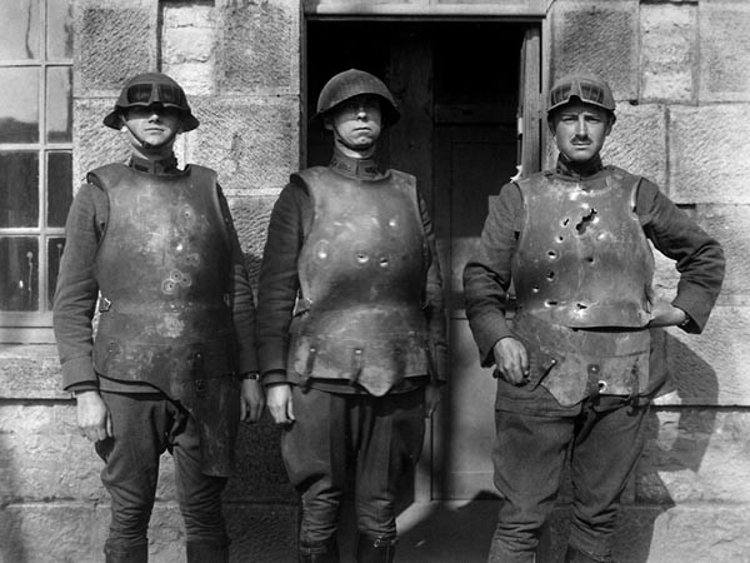
Test américain d'équipement de protection.
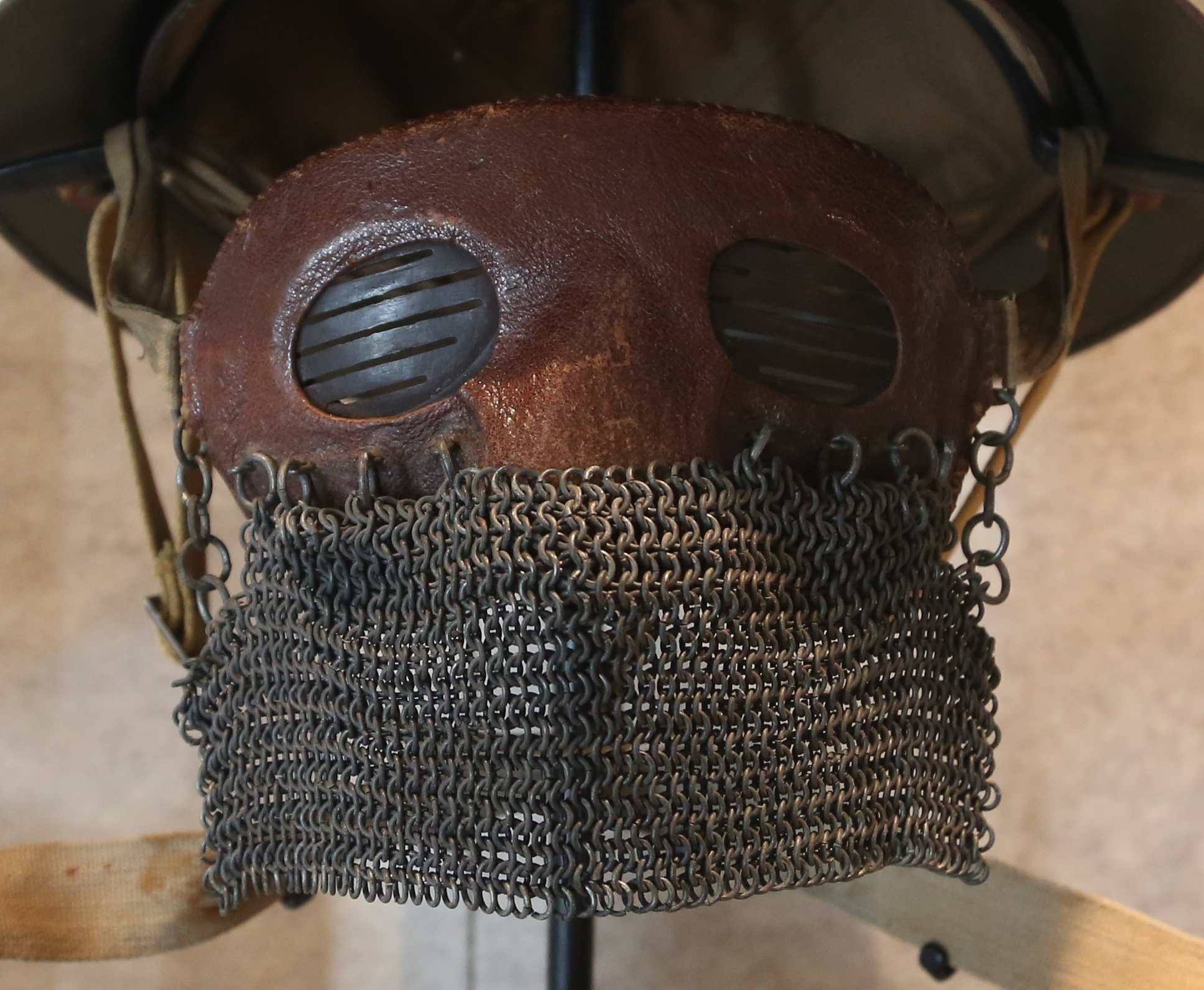
Masque d'équipages de tanks.

## Sape

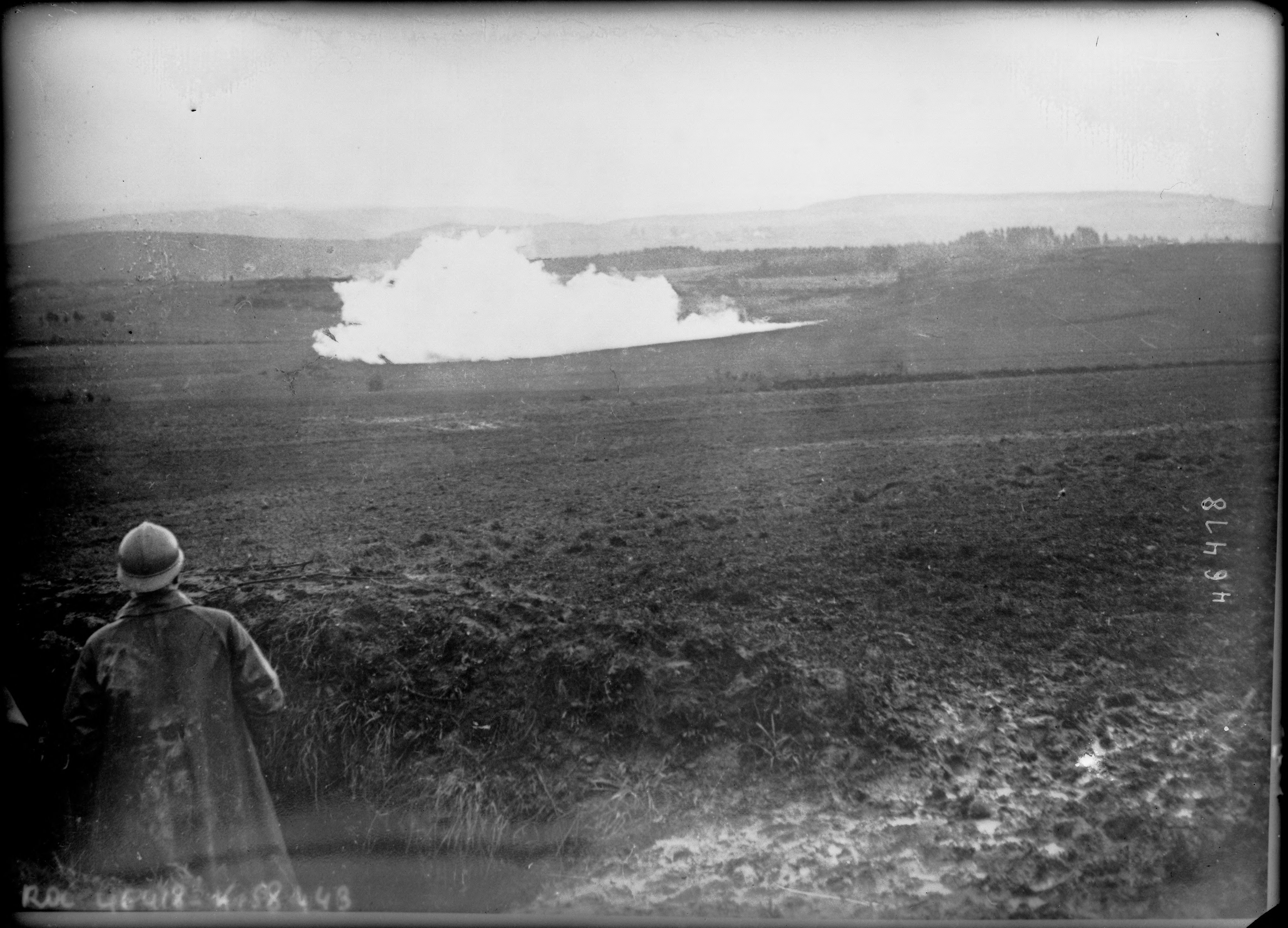
Explosion d'une mine, vue depuis un poste d'observation français. 1916.

La craie sèche de la Somme était parfaitement adaptée au travail de sape mais avec des pompes, il était possible de creuser dans la craie humide des Flandres. Les équipes de tunneliers étaient généralement constituées de soldats qui étaient mineurs dans la vie civile. Celles-ci creusaient des tunnels sous le no man's land jusqu'en dessous des tranchées adverses. Ces tunnels étaient remplis d'explosifs et leur explosion provoquait un large cratère. Cette explosion pouvait avoir deux objectifs : d'une part, détruire la tranchée ennemie pour former une brèche ; d'autre part, former une tranchée prête à l'emploi à proximité de l'adversaire. Lorsqu'une mine explosait, les deux camps faisaient la course pour occuper et fortifier le cratère.
Si les mineurs détectaient un tunnel ennemi en progression, ils lançaient souvent la construction d'un autre tunnel appelé contre-mine ou « camouflet » destiné à être rempli d'explosifs pour détruire le tunnel adverse. Des raids nocturnes étaient également menés dont le seul objectif était la destruction des tunnels ennemis. Parfois, deux tunnels se croisaient, ce qui donnait lieu à des combats souterrains. Les britanniques firent exploser plusieurs mines le 1er juillet 1916, premier jour de la bataille de la Somme. Ainsi, la plus forte explosion eut lieu près de Beaumont-Hamel, avec près de 24 tonnes d'explosifs.
En préparation de la bataille de Messines le 7 juin 1917, les Britanniques firent exploser 19 mines contenant au total 454 tonnes d'explosifs. Le général Plumer déclara à son état-major :

« Messieurs, nous n'écrirons peut-être pas l'Histoire demain, mais nous changerons certainement la géographie. »

Les cratères créés par ces mines sont encore visibles aujourd'hui, le cratère près de Ovillers-la-Boisselle fait ainsi 30 mètres de profondeur pour 100 mètres de diamètre.

## Stratégies et tactiques

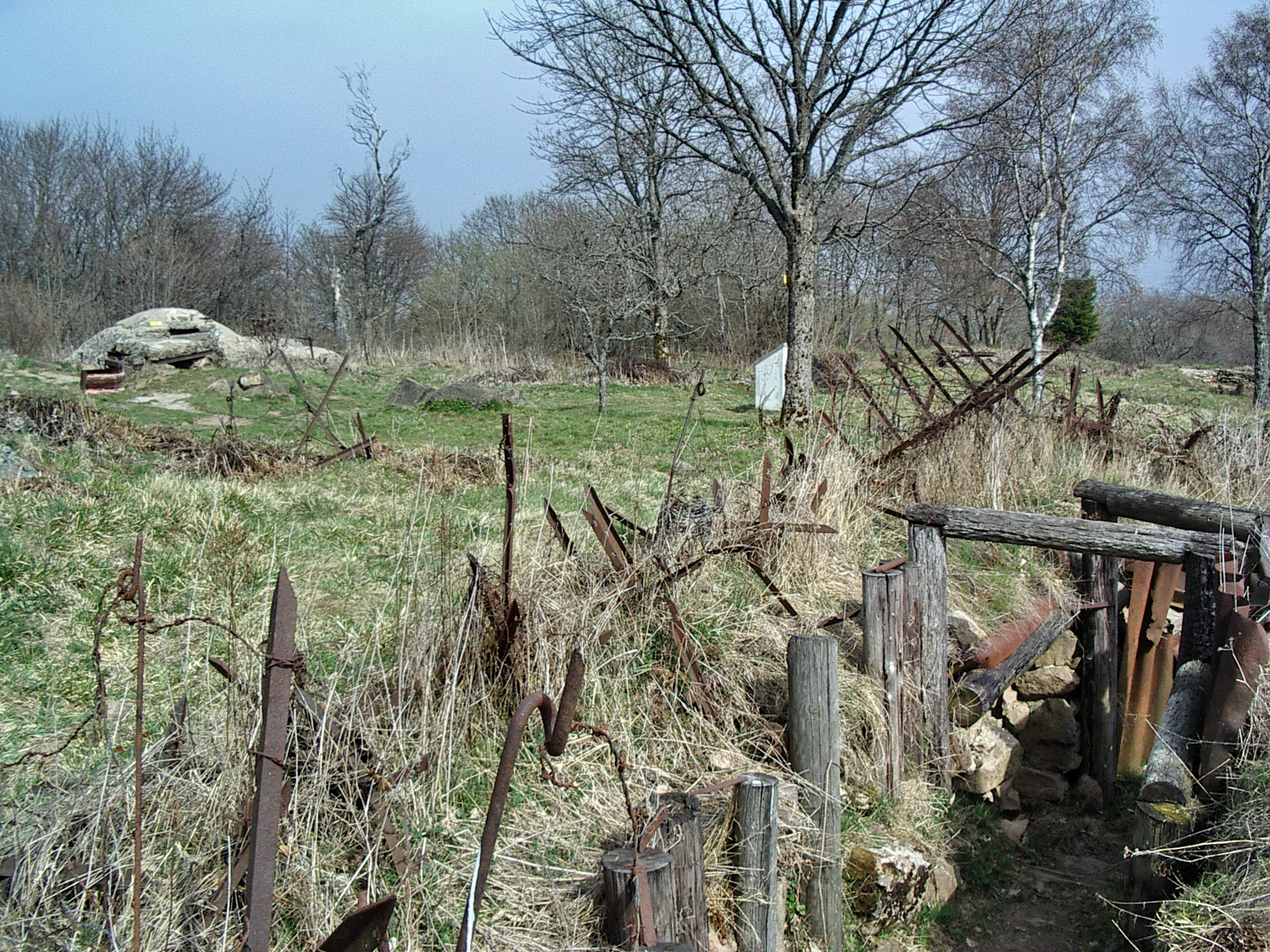
Au premier plan se situe une tranchée française et, au fond, la « Feste Dora » dans les lignes allemandes. Une vingtaine de mètres à peine les séparent lors de la bataille du Hartmannswillerkopf.

### Stratégie
La stratégie fondamentale de la guerre de tranchées lors de la Première Guerre mondiale était de protéger sa position et d'essayer de réaliser une percée dans les lignes ennemies. Cela déboucha sur une guerre d'attrition et l'ambition d'anéantir l'ennemi en épuisant ses ressources humaines et économiques ne put pas se réaliser. Cela n'empêcha pas les états-majors de continuer cette stratégie d'annihilation. Le commandant en chef britannique Douglas Haig rechercha continuellement une percée qui pourrait être exploitée par la cavalerie. Cependant, les batailles de la Somme et de Flandres conçues pour cet objectif se transformèrent en bataille d'usure. De même pour l'armée allemande qui voulait « saigner l'armée française » en lançant la bataille de Verdun mais qui saigna tout autant l'attaquant que le défenseur.

### Tactiques de la Première Guerre mondiale

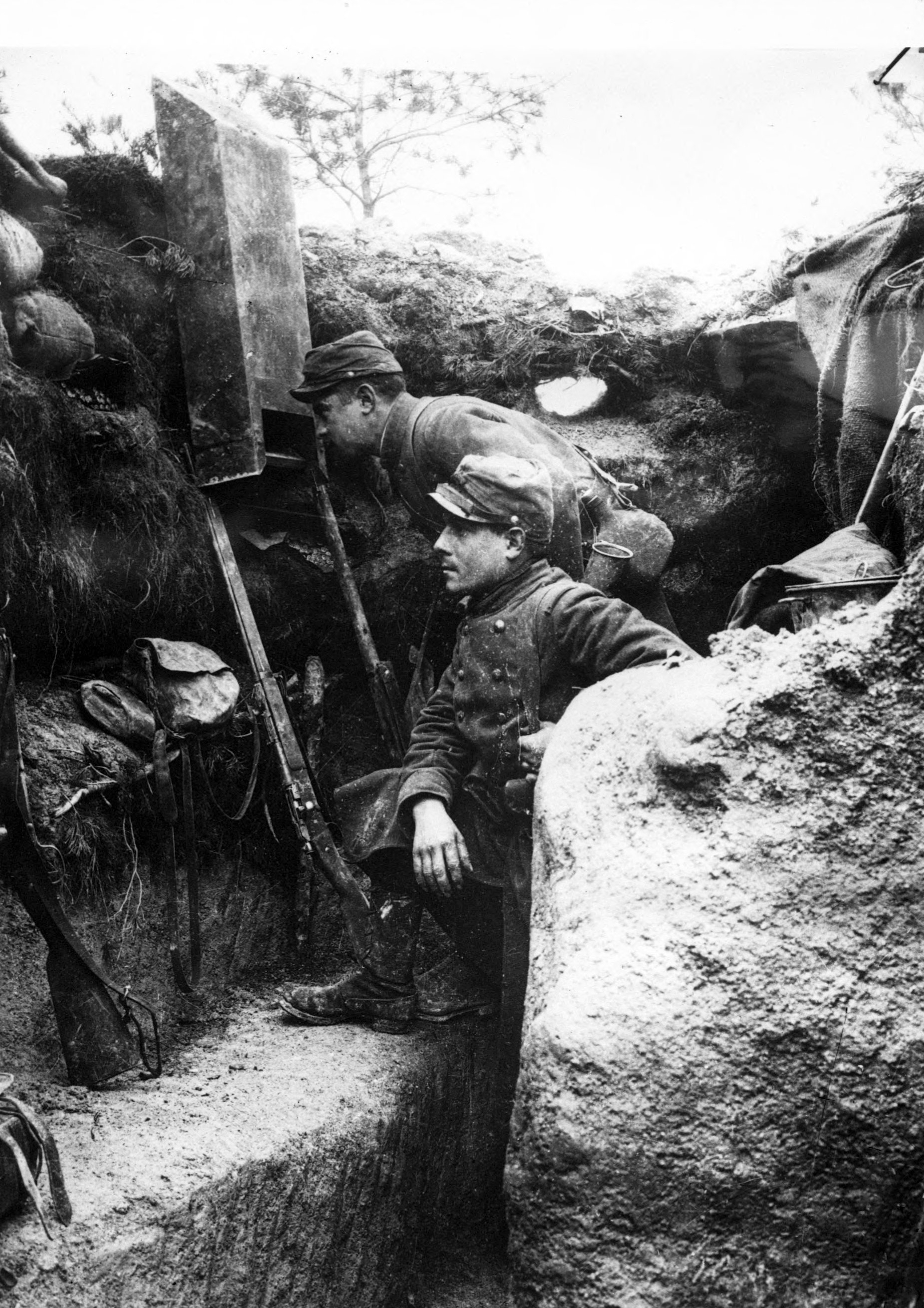
Troupes françaises utilisant un périscope, 1915.

L'image populaire de l'assaut consiste en une vague de soldats, baïonnette au canon, escaladant le parapet pour affronter le feu ennemi dans le no man's land. Il s'agissait de la tactique standard au début de la guerre et les succès furent peu nombreux. Une tactique plus courante était l'attaque de nuit depuis un avant-poste, en ayant auparavant coupé les barbelés. En 1917, les Allemands innovèrent en développant des tactiques d'infiltration menées par les unités de Sturmtruppen. Ces petits groupes de soldats d'élite attaquaient les points vulnérables en évitant les points fortifiés et s'avançaient à l'arrière des tranchées adverses. Leur distance d'infiltration était limitée par leur capacité de communication et de ravitaillement.
L'artillerie jouait un rôle important dans l'attaque en tuant ou en démoralisant la garnison adverse et en détruisant ses défenses. La durée de ce bombardement initial pouvait varier de quelques minutes à plusieurs jours. Cependant, ce bombardement était souvent peu efficace contre les défenses ennemies et leur indiquait la position de l'attaque. Celui en préparation de la bataille de la Somme dura huit jours mais ne réussit pas à détruire les abris profondément enterrés.
Une fois que les canons s'arrêtaient, les défenseurs avaient le temps de se remettre en position pour repousser l'adversaire. Le second rôle de l'artillerie était de protéger l'infanterie en mettant en place un tir de barrage en avant des soldats pour empêcher toute contre-attaque. À partir de 1916, cette méthode devint la règle et était plus destinée à empêcher l'ennemi de contre-attaquer qu'à détruire ses défenses.
Capturer l'objectif n'était que la première phase de la bataille car il fallait ensuite le conserver. L'attaquant devait ainsi apporter son équipement (pelles, pioches, sacs de sable…) pour renforcer la position. Les Allemands ont mis l'accent sur des contre-attaques immédiates destinées à regagner le terrain perdu. Cette stratégie leur a coûté très cher en 1917 quand les Britanniques ont commencé à limiter leurs avancées de manière à être en mesure de répondre aux contre-attaques. Une partie de l'artillerie britannique était positionnée juste derrière la ligne de départ et ne prenait pas part au bombardement initial, ce qui lui permettait de soutenir les troupes qui avançaient hors de portée des canons plus en arrière.

### Communications
Une des difficultés majeures que rencontraient les attaquants était le manque de moyen de communication. Les systèmes sans fils n'étaient pas encore au point et restaient trop lourds pour être déplacés. Les méthodes disponibles étaient le téléphone, le télégraphe, le sémaphore, les pigeons voyageurs ou les estafettes. Les messages avaient des difficultés à être transmis et lorsqu'ils l'étaient, ils arrivaient souvent trop tard au quartier-général.
Par conséquent, les décisions étaient prises par des officiers de compagnies ou de pelotons dans le feu de l'action. Les officiers supérieurs ne pouvaient pas influencer sur la bataille à cause du manque d'informations et de l'impossibilité de transmettre les ordres. Les opportunités étaient souvent perdues car des renforts n'avaient pas été envoyés à temps ou parce que l'artillerie ne pouvait soutenir les troupes en cas de changement de situation.

## La Première Guerre mondiale: Sortir de l'impasse
Tout au long de la Première Guerre mondiale, les belligérants tâtonnèrent pour trouver une tactique pour sortir de l'impasse de la guerre de tranchées. Lorsque la Russie quitta le conflit en 1917, les Allemands purent rapatrier leurs unités du Front de l'Est et les former aux nouvelles tactiques dont celles des sturmtruppen. Cette tactique impliquait des petits groupes de soldats attaquant par surprise les points faibles du dispositif adverse et privilégiait le commandement décentralisé au niveau des sections du fait de la difficulté pour les généraux de coordonner un grand plan de bataille. Ces tactiques d'infiltration prouvèrent leur efficacité lors de l'offensive Michael au printemps 1918.
Conçus pour associer la protection, la puissance de feu et la mobilité, les chars permirent de sortir de l'impasse. Les premières utilisations furent peu efficaces du fait de la fiabilité douteuse des véhicules mais l'effet sur le moral des soldats allemands fut considérable car le soldat de base ne disposait pas d'un armement anti-char. Lorsque les chars furent utilisés en grand nombre, ils permirent de briser les lignes allemandes et ne pouvaient pas facilement être délogés par l'infanterie.
Les Allemands, qui avaient négligé les chars pendant la Première Guerre mondiale, surent tirer les leçons de leurs échecs et firent de ceux-ci l'élément central de leur tactique de blitzkrieg.

## Seconde Guerre mondiale
Les victoires rapides des Allemands pendant la Seconde Guerre mondiale montrèrent que les fortifications comme la ligne Maginot étaient inefficaces si elles pouvaient être contournées. Lors du siège de Sébastopol, l'Armée rouge parvint à tenir un système de tranchées sur l'étroite péninsule pendant plusieurs mois contre l'intense bombardement allemand. Les alliés occidentaux brisèrent le soi-disant mur de l'Atlantique à l'aide d'une combinaison de débarquements amphibies, de bombardements navals, de parachutages et d'attaques au sol. La combinaison de l'artillerie, de l'infanterie, du char et de l'aviation initiée par les Allemands fit que la guerre de tranchées ne pouvait plus avoir lieu comme ce fut le cas lors de la Première Guerre mondiale.
Cela ne signifie pas pour autant que le retranchement était devenu obsolète. Il s'agit encore d'un moyen de renforcer les obstacles naturels pour créer une ligne de défense. Par exemple, lors de la bataille de Stalingrad, les soldats des deux camps creusèrent des tranchées au milieu des ruines. Pendant la bataille de Koursk, les Soviétiques construisirent un important réseau de tranchées, plus élaboré que tous ceux construits dans cette guerre. Ceci permit aux Soviétiques de repousser les unités blindées allemandes avec une forte artillerie anti-char.
Au début de la bataille de Berlin, les Soviétiques traversèrent l'Oder et affrontèrent les troupes allemandes à 50 km de Berlin lors de la bataille de Seelow. Les tranchées permirent aux Allemands, largement inférieurs en nombre, de résister au déluge d'obus soviétiques, et lorsque l'Armée rouge tenta de traverser le terrain marécageux, elle perdit de nombreux soldats avant de briser les défenses allemandes.

## La guerre de tranchées après 1945
La guerre de tranchées a été rarement utilisée depuis la fin de la Première Guerre mondiale. La mobilité accrue des armées permettait de ne pas s'enfermer dans une guerre de positions. Cependant, elle réapparut lors des derniers combats de la guerre civile chinoise, pendant la guerre de Corée, la bataille de Diên Biên Phu et dans certains engagements de la guerre du Viêt Nam. Durant la guerre froide, les forces de l'OTAN s'entrainaient à combattre dans des tranchées.
Un autre exemple de guerre de tranchées fut la guerre Iran-Irak, dans laquelle les deux pays possédaient de grandes armées de fantassins mais relativement peu de blindés, d'aviation ou d'entrainement pour les opérations combinées. Ce conflit est celui qui se rapproche le plus de la guerre de tranchées de la Première Guerre mondiale avec l'utilisation de gaz de combat et d'assauts frontaux. La guerre dura 8 ans sans qu'il n'y ait de vainqueur définitif.
Bien qu'il s'agît d'un siège, on trouvait un vaste système de tranchées à l'intérieur et à l'extérieur de la ville de Sarajevo, lors du siège du même nom entre 1992 et 1996, qui était utilisé pour approvisionner le front et éviter les tireurs embusqués. Les tranchées furent également un élément important du blocage de la guerre entre l'Érythrée et l'Éthiopie entre 1998 et 2000. Les frontières entre les deux Corées ou entre l'Inde et le Pakistan au Cachemire sont deux exemples de lignes de démarcations pouvant devenir les théâtres d'affrontements à tout moment. Elles consistent en de vastes réseaux de tranchées entourés de millions de mines.
Pendant la seconde guerre civile irakienne (2013-2017), des combattants kurdes creusent des tranchées dans le nord de l'Irak pour se protéger des attaques suicides du groupe État islamique avec des véhicules piégés.
Durant l'invasion de l'Ukraine par la Russie, la bataille de Bakhmout voit l'apparition d'un réseau de tranchées autour de la ville assiégée autant par les forces ukrainiennes que russes,.

## Galerie d'images

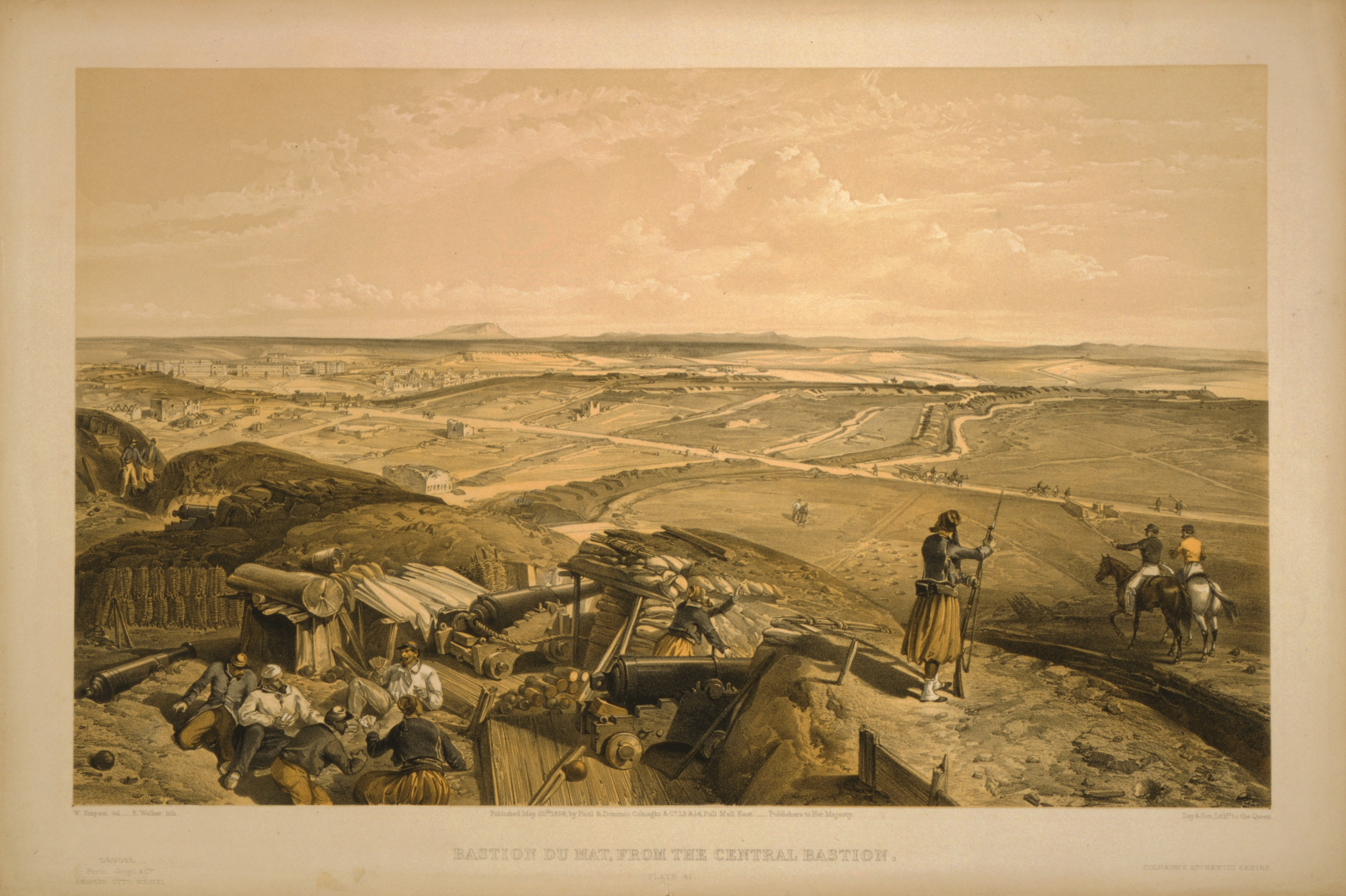
Défenses lors du siège de Sébastopol (1854).
Tranchées confédérées lors de la Guerre Civile américaine.
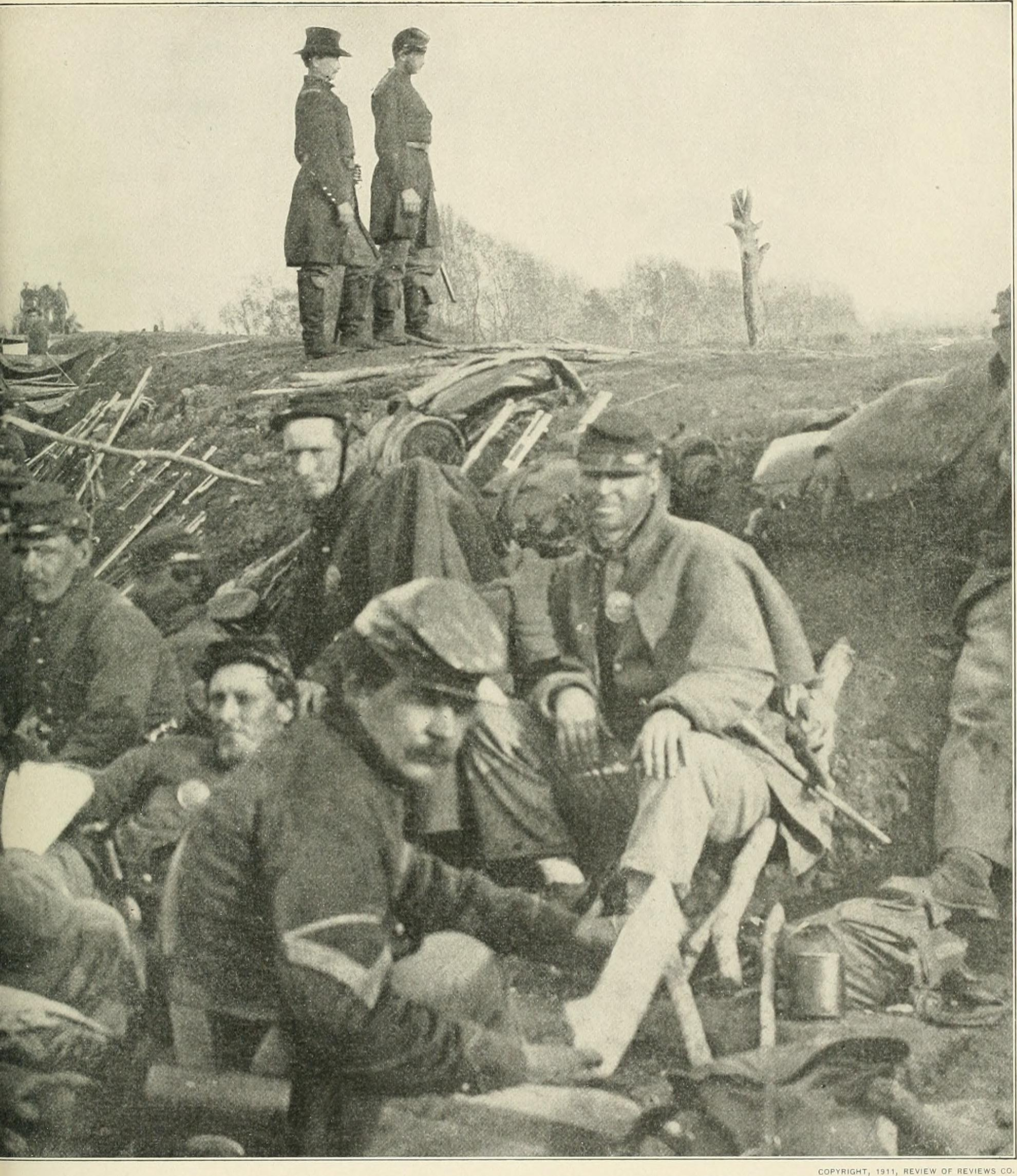
Soldats de l'Union (Guerre Civile américaine).
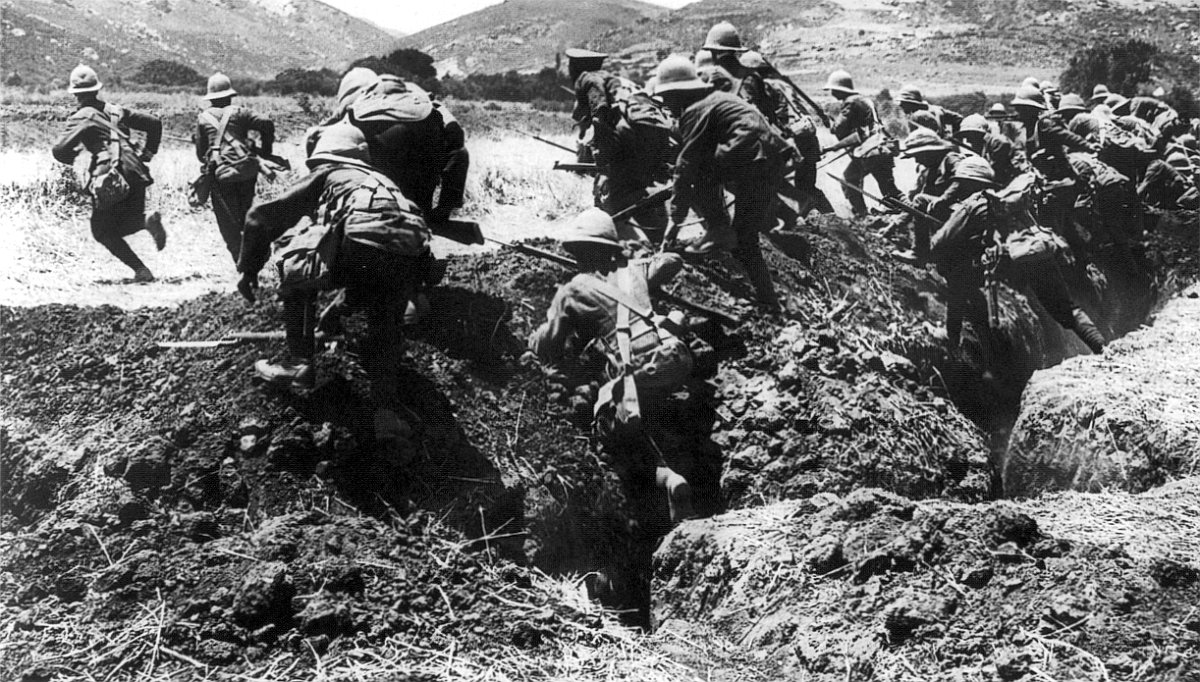
Exercice d'infanterie anglaise (British Royal Naval Division) sur l'île grecque de Lemnos lors de la bataille de Gallipoli, 1915.
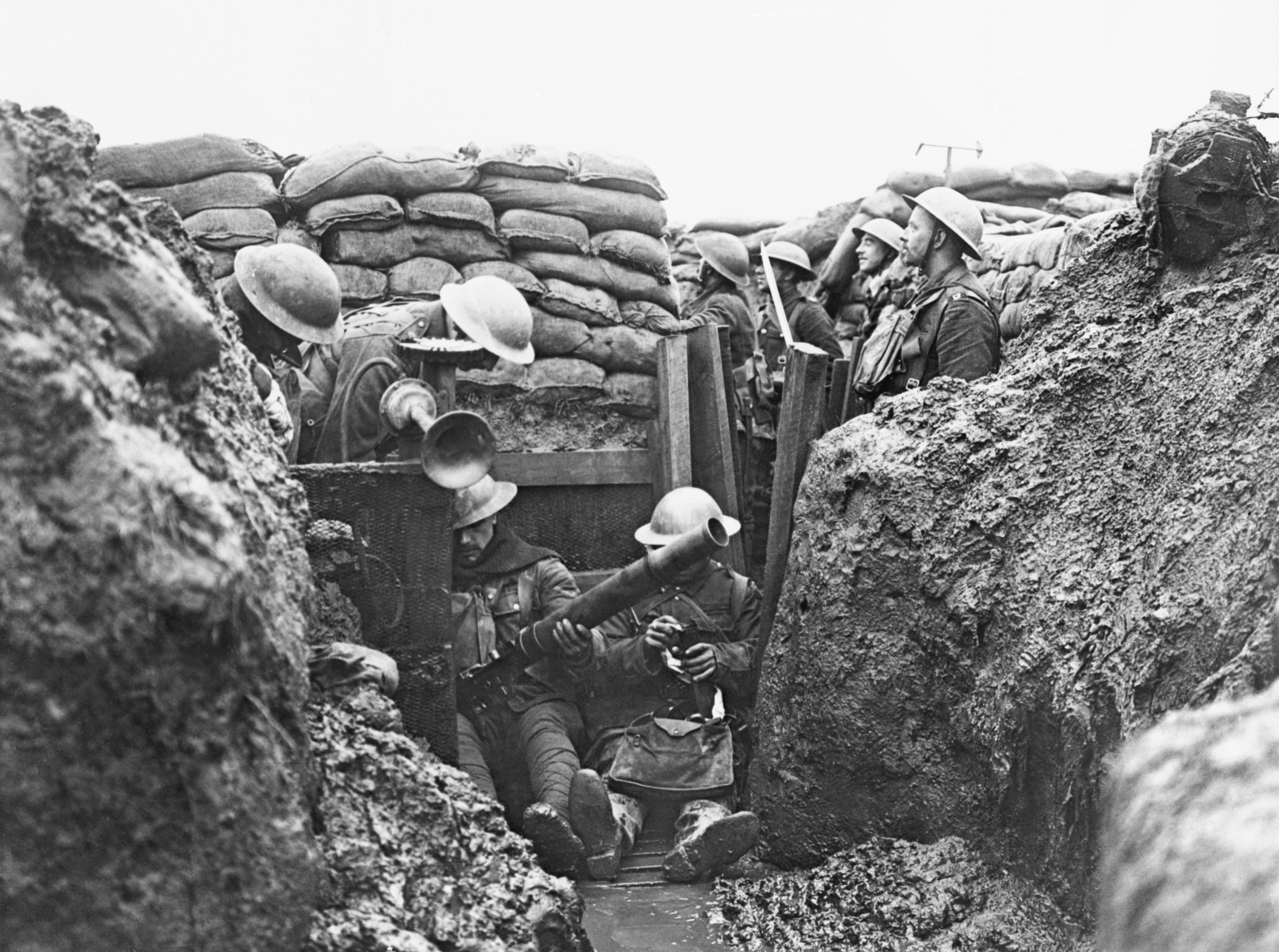
Tranchée anglaise sur le front Ouest, 1916.
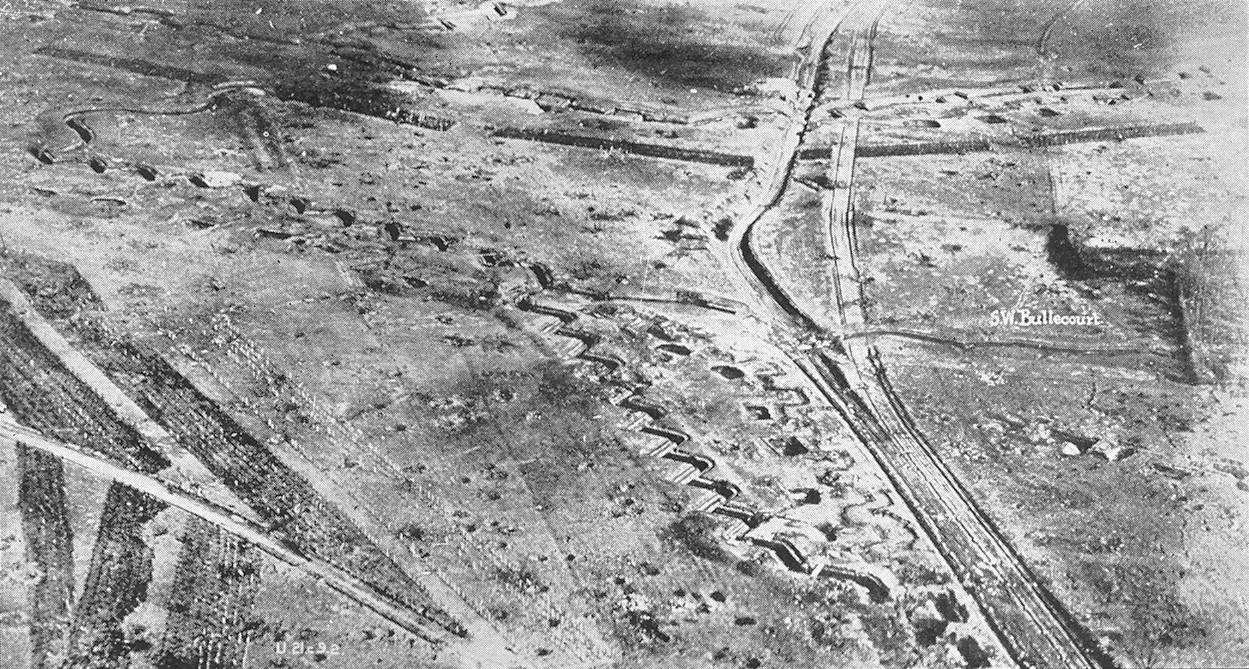
Tranchées françaises de Bullecourt.
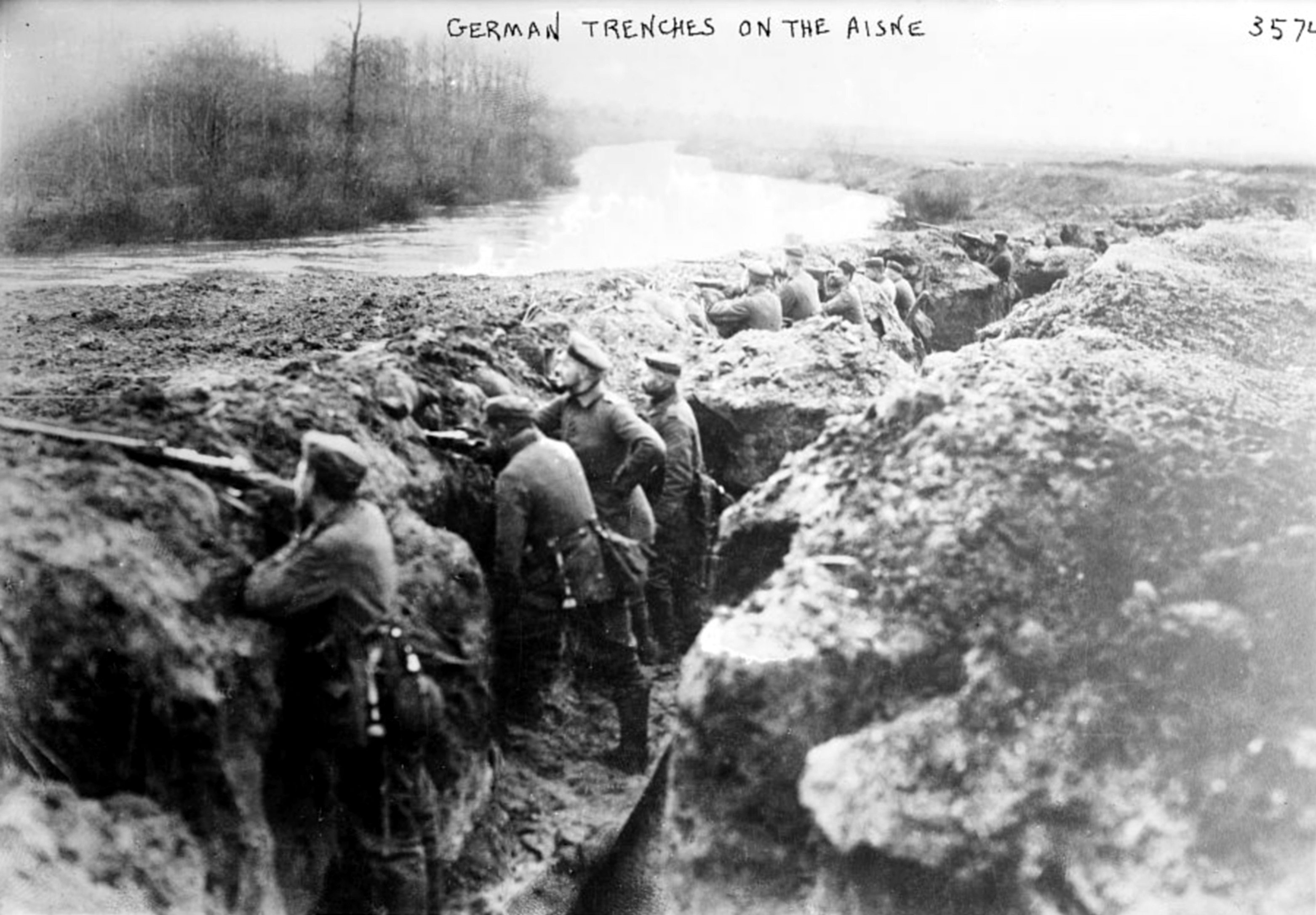
Tranchée allemande, parallèle à l'Aisne, 1917. Le risque d'inondation s'ajoute à ceux de la guerre.
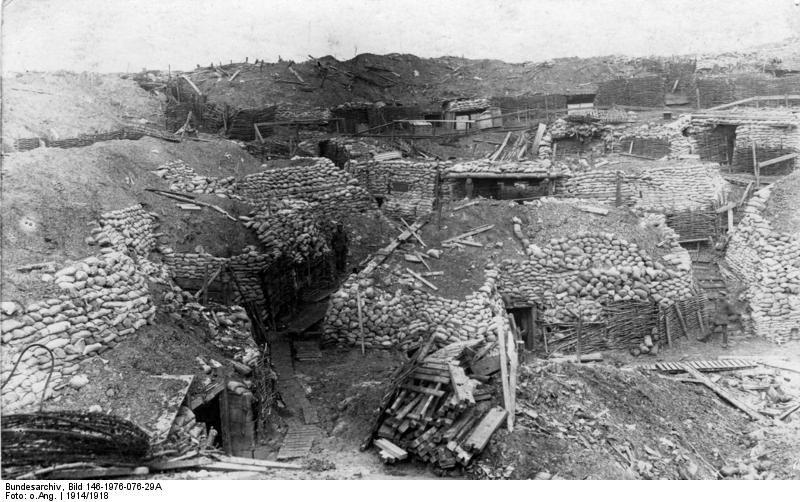
Entonnoir aménagé, sur le front Ouest (côté allemand).
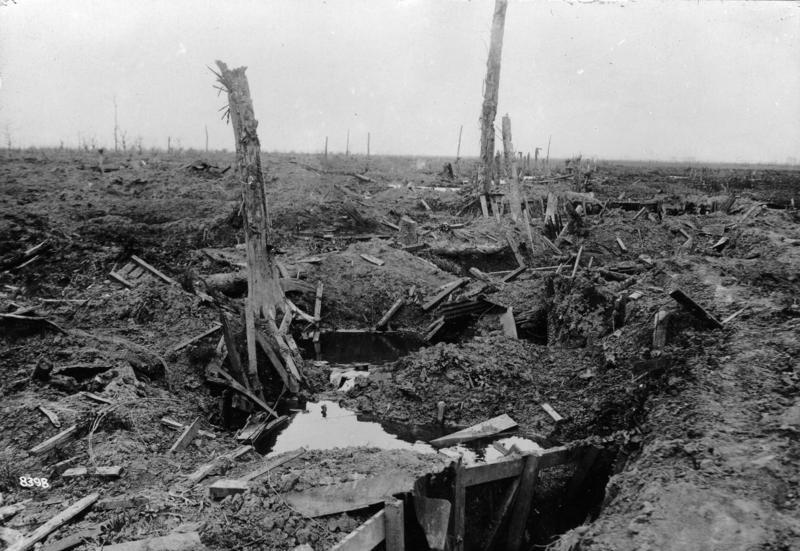
Tranchées de la bataille d'Armentières.
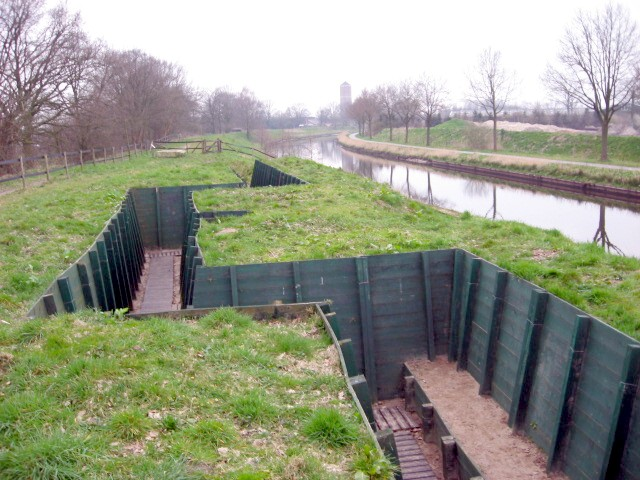
Tranchée reconstituée.
Mortier du XIXe siècle utilisé comme crapouillot, en 1915.
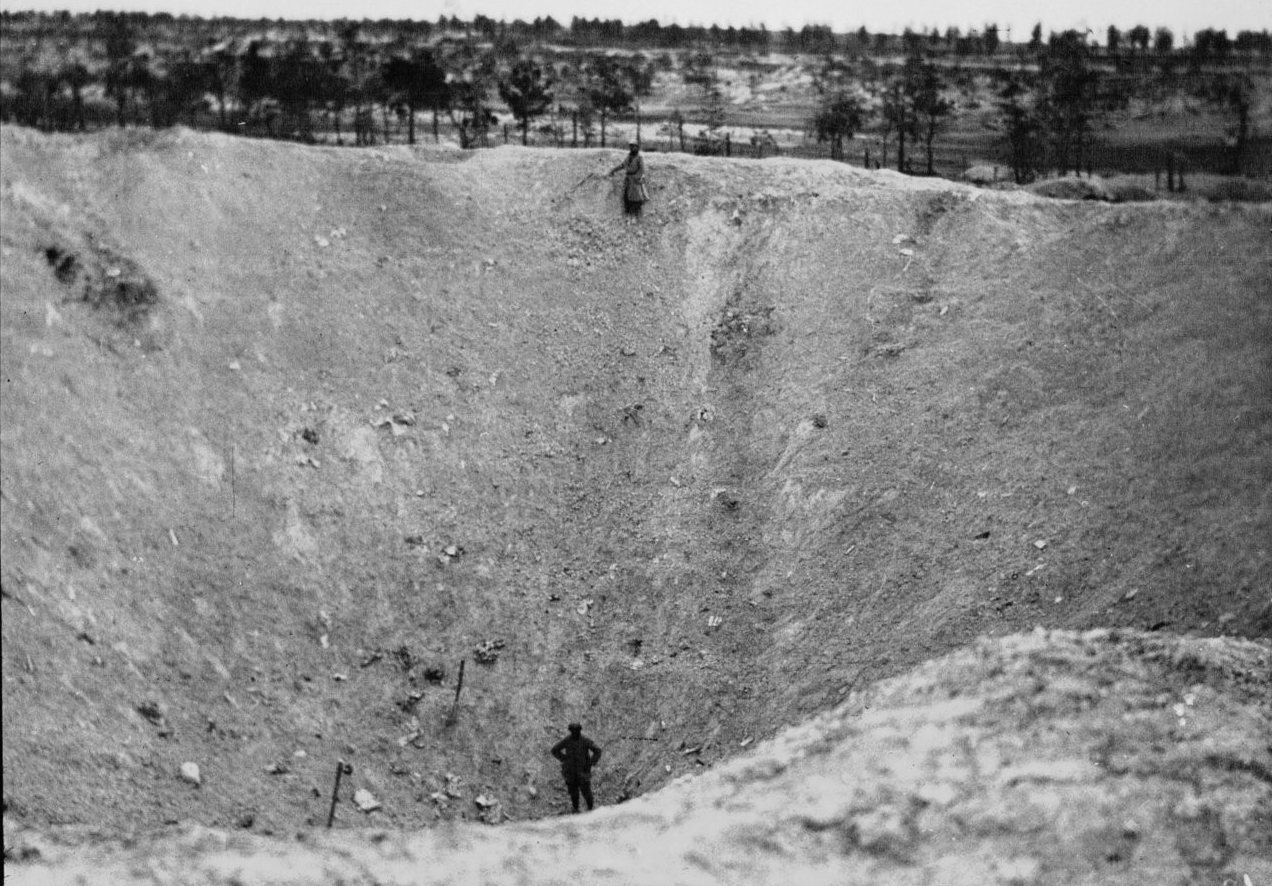
Entonnoir dû à l'explosion d'une sape française.
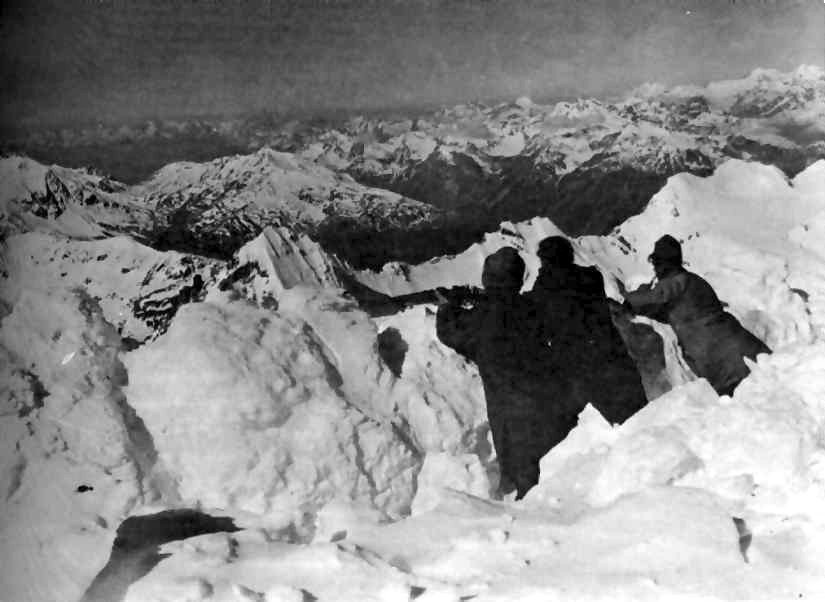
Tranchées autrichiennes dans la neige des Alpes.
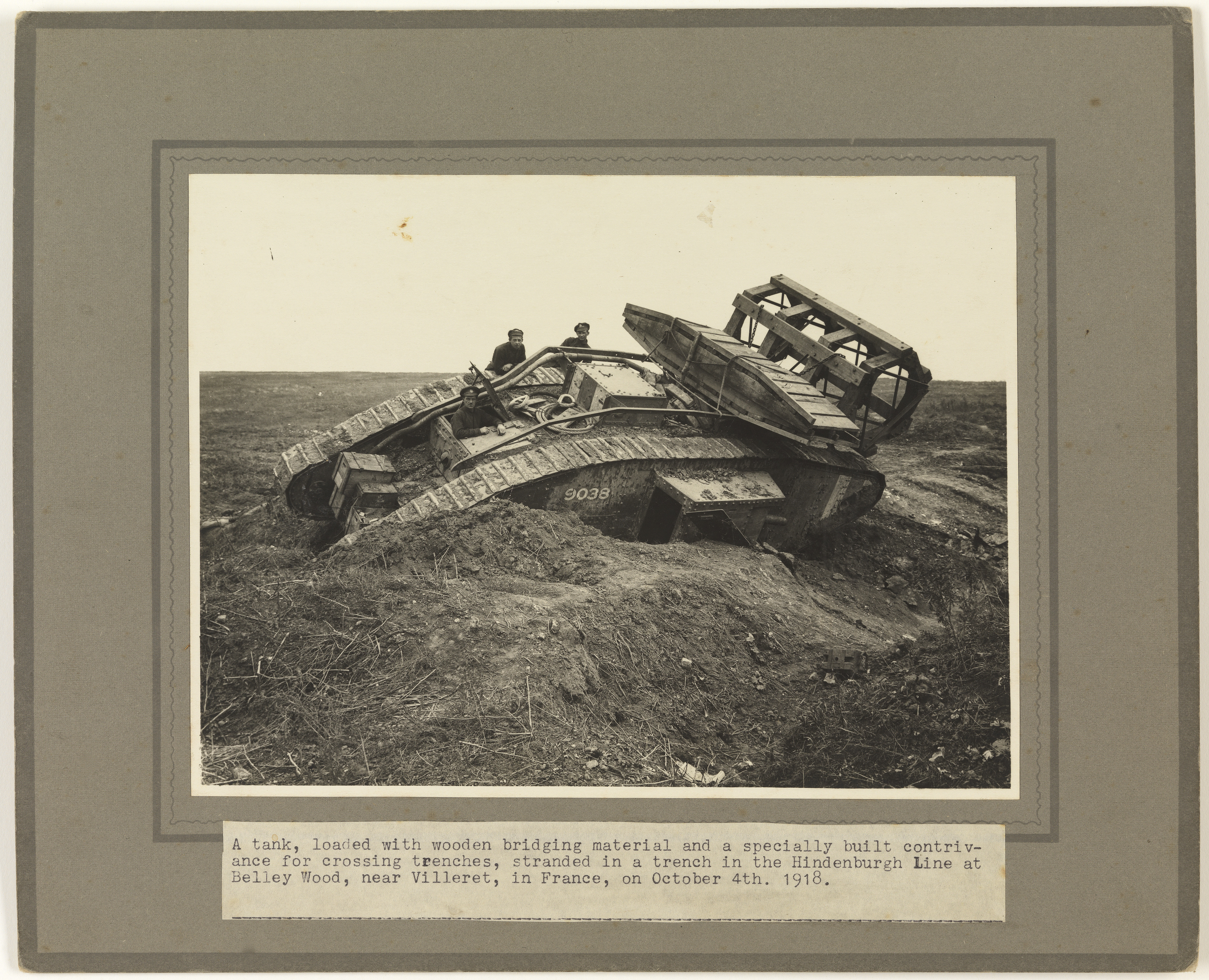
Tank anglais doté d'une fascine destinée à combler une tranchée.
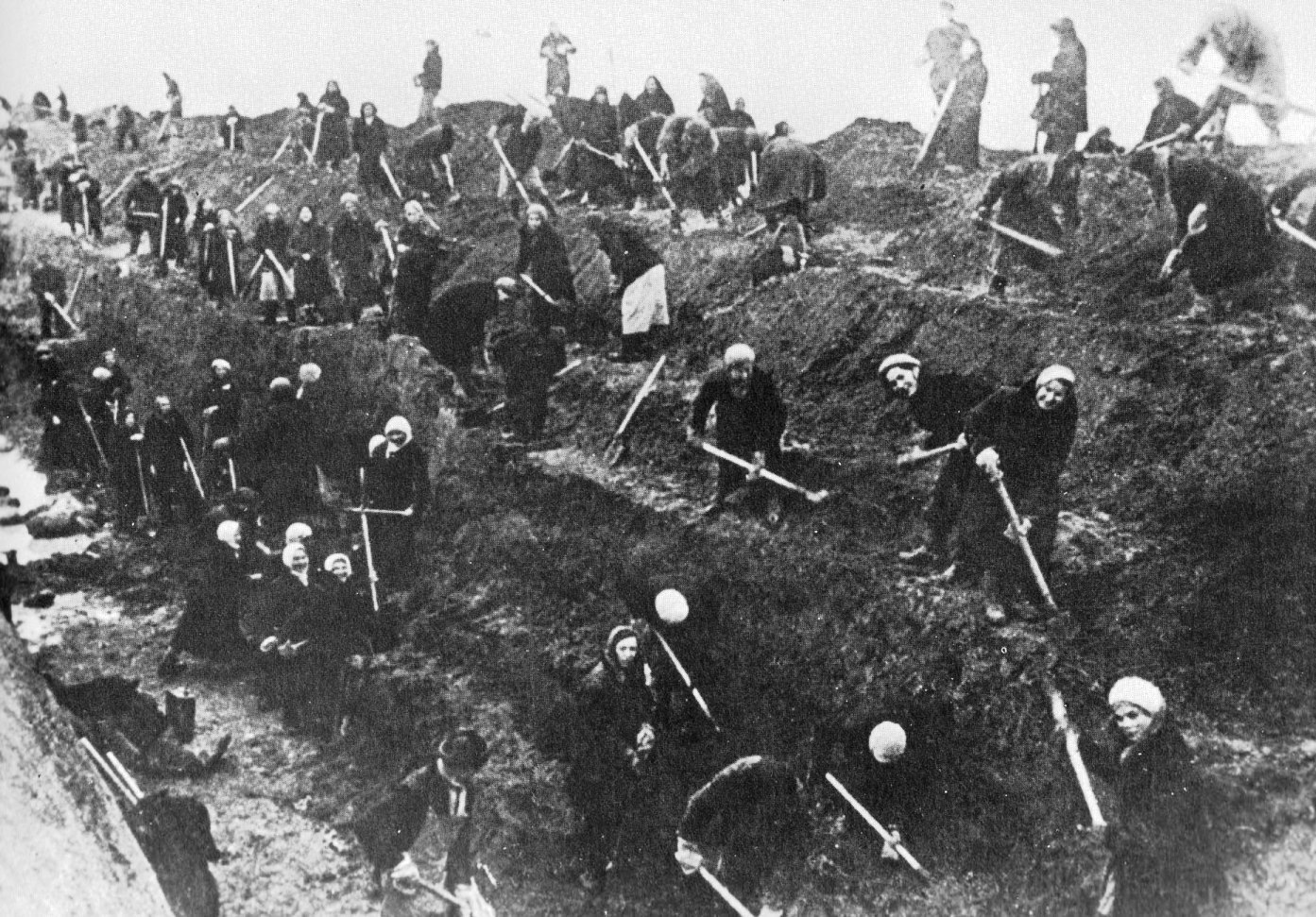
Tranchée antichar creusée par les moscovites en 1941.
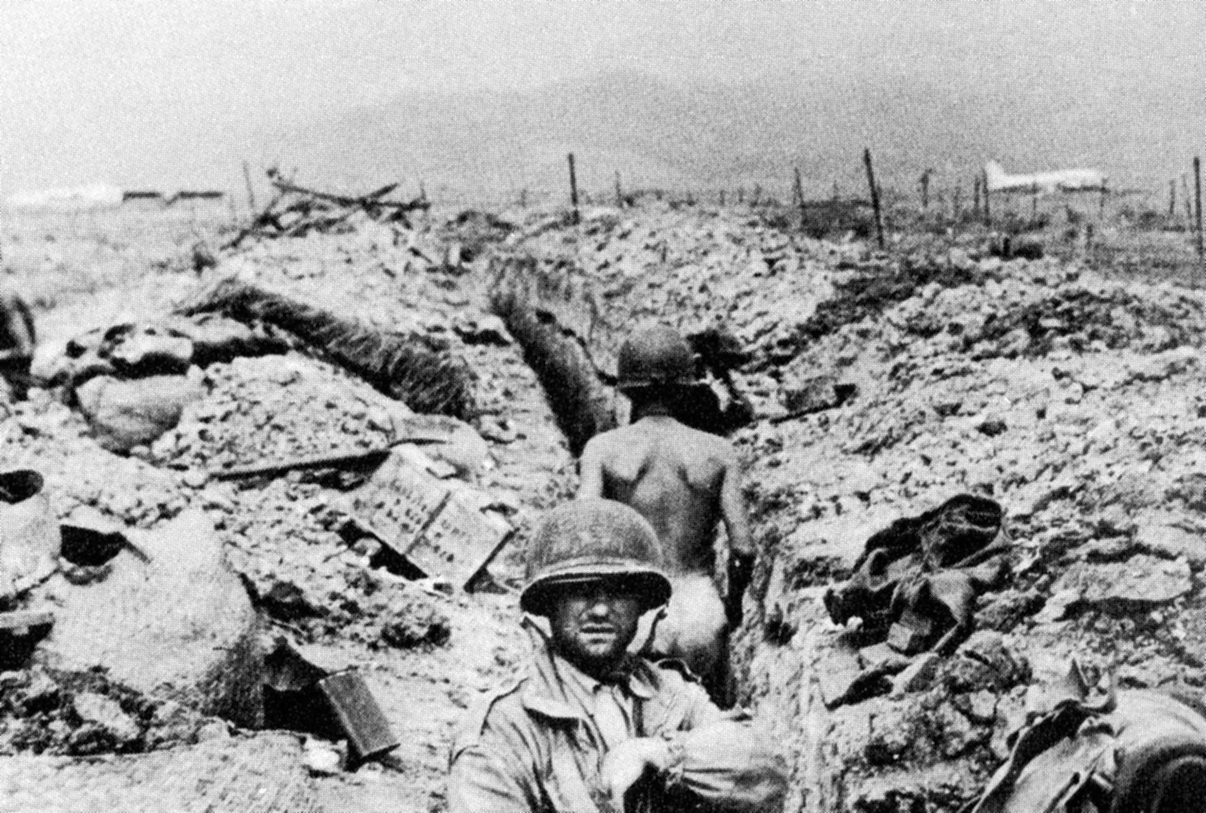
Tranchée française à Ðiện Biên Phủ.
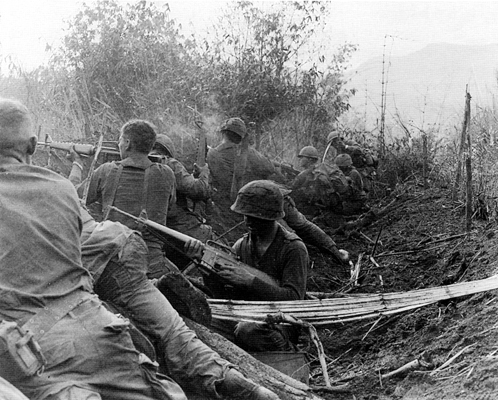
Tranchée sommaire américaine au Viêt Nam.
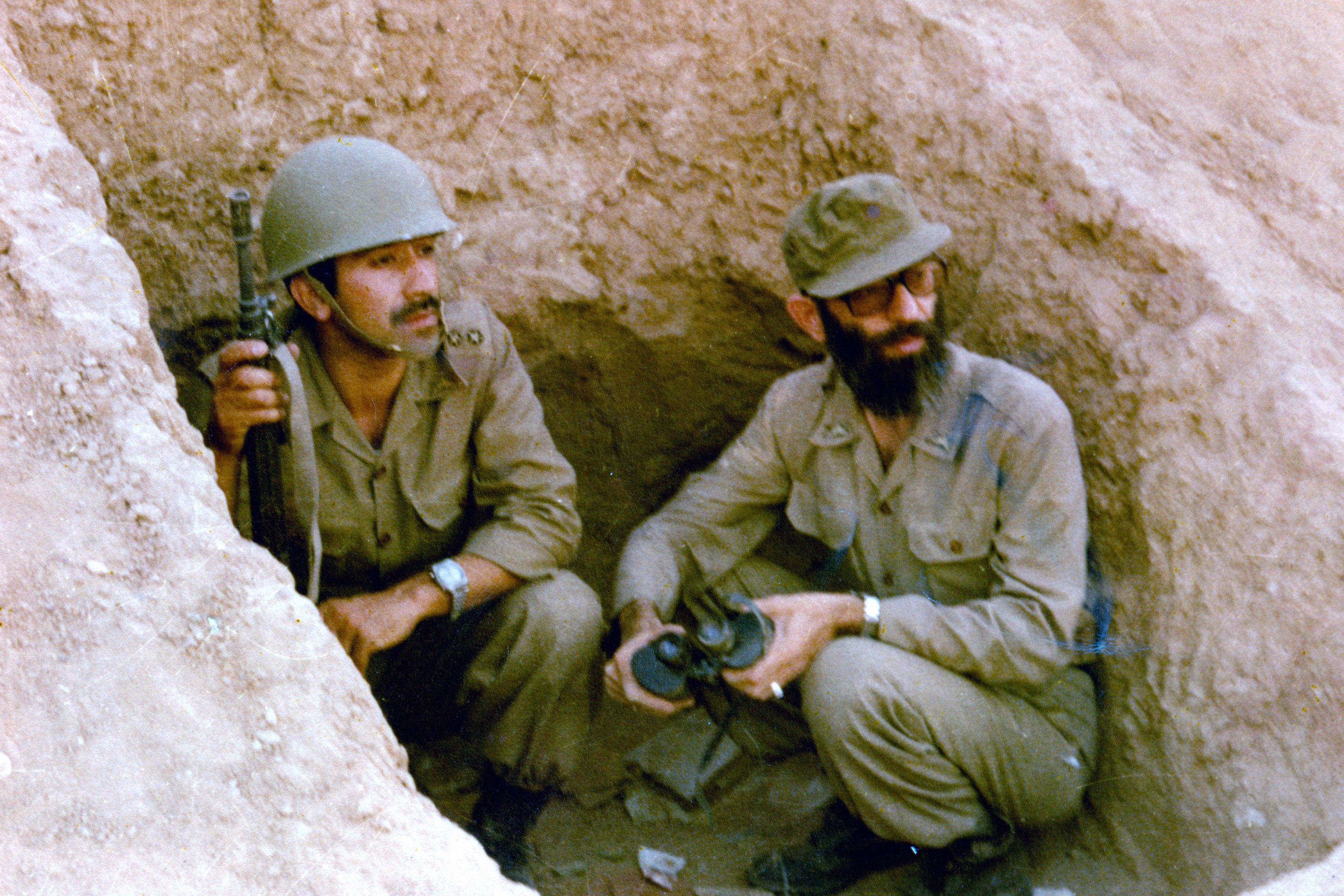
Ali Khamenei (à droite), actuel guide suprême de la Révolution islamique en Iran, pendant la guerre Iran-Irak.